# Unificació alemanya
|  | Per al procés unificador del segle xx vegeu Reunificació alemanya |

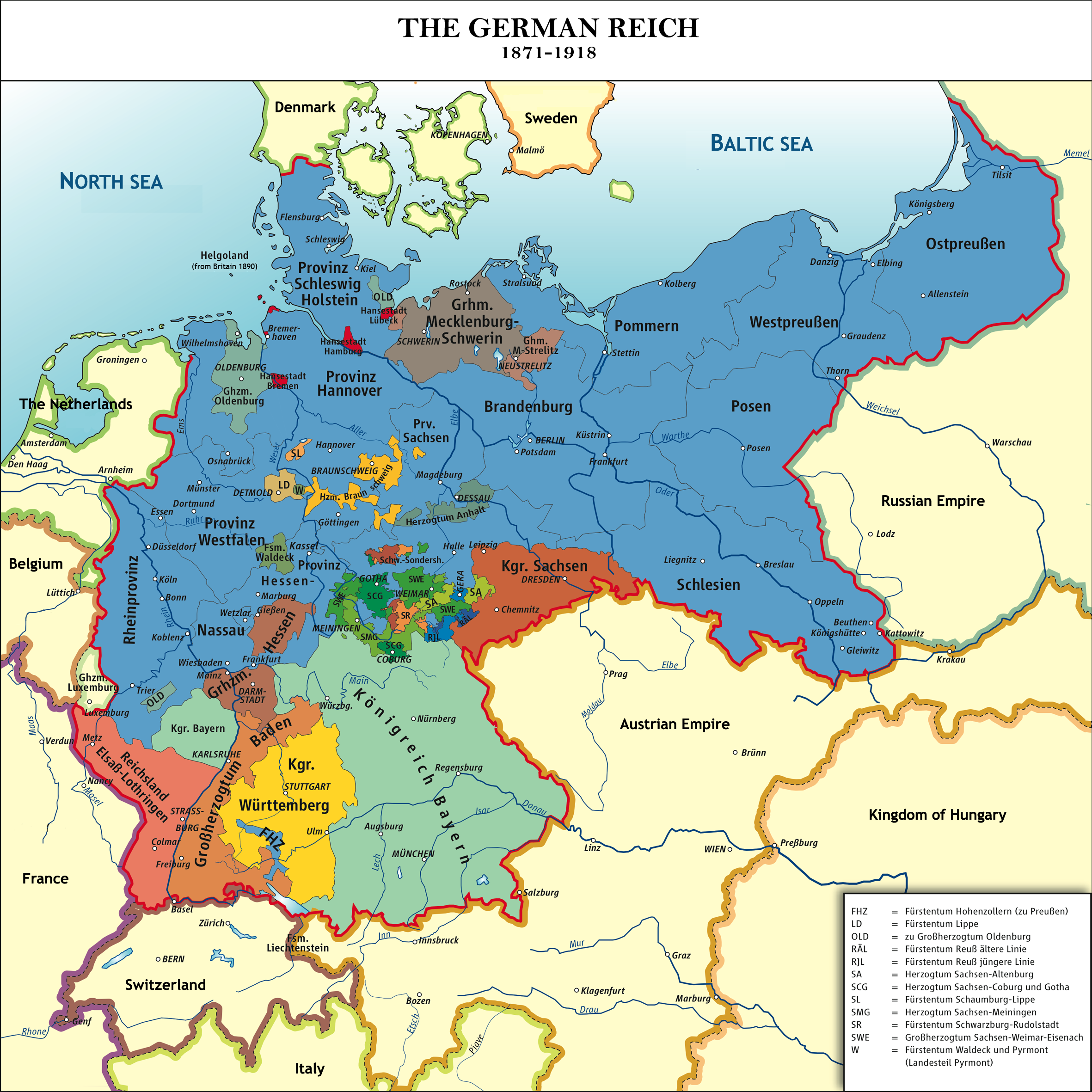
L'imperi alemany de 1871-1918. Com que la part germanòfona del plurinacional Imperi austríac va ser exclosa, aquesta construcció geogràfica va representar una solució anomenada Alemanya petita (Kleindeutsch).

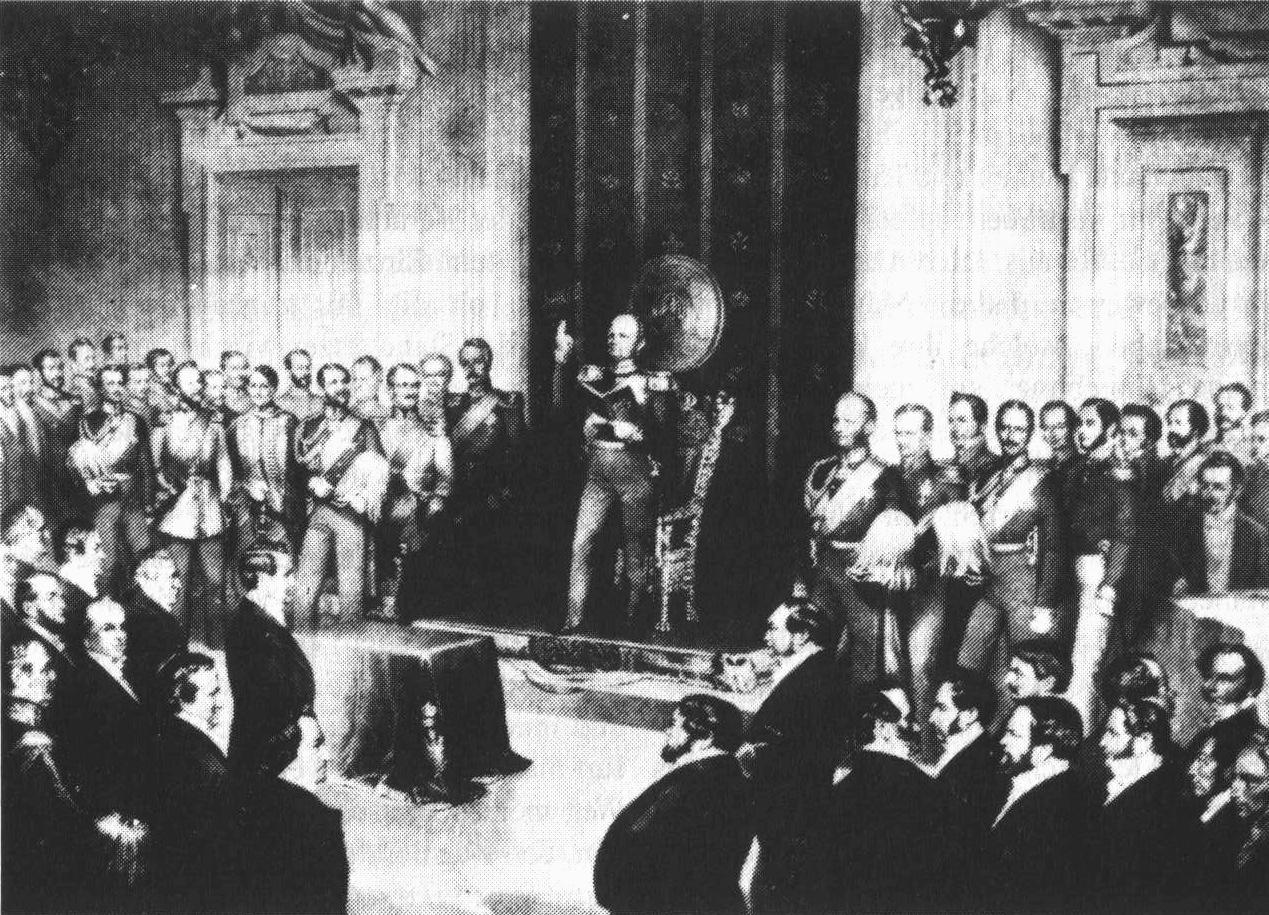
Assemblea de 1849 amb l'oferiment del títol d'Emperador a Frederic Guillem IV

La unificació alemanya fou un procés polític endegat al segle xix que va portar a l'agrupació en un únic estat dels diversos estats alemanys, esdevenint l'Imperi alemany. Va ser el procés de construcció del primer estat nació per a alemanys amb característiques federals basat en el concepte de Petita Alemanya (una sense l'Àustria multiètnica dels Habsburg ni la seva part germanòfona). Va començar el 18 d'agost de 1866 amb l'adopció del Tractat de la Confederació Alemanya del Nord que establia la Confederació Alemanya del Nord, inicialment una aliança militar de facto dominada per Prússia que posteriorment es va aprofundir amb l'adopció de la Constitució Alemanya del Nord.
Abans de la formació d'un Estat nacional unificat, el territori d'Alemanya estava dividit en un mosaic polític de 39 Estats. Entre ells destacaven, per la seva importància econòmica i política, l'Imperi austríac i el Regne de Prússia.
El procés va concloure simbòlicament quan la majoria dels estats del sud d'Alemanya es van unir a la Confederació d'Alemanya del Nord amb la proclamació cerimonial de l'Imperi Alemany, és a dir, el Reich alemany amb 25 estats membres i liderat pel Regne de Prússia dels Hohenzollern, el 18 de gener de 1871; l'esdeveniment se celebrava típicament com la data de la fundació de l'Imperi Alemany, tot i que els esdeveniments jurídicament significatius rellevants per a la finalització de la unificació van tenir lloc l'1 de gener de 1871 (adhesió dels estats del sud d'Alemanya i adopció constitucional del nom "Imperi Alemany"), el 4 de maig de 1871 (entrada en vigor de la Constitució permanent de l'Imperi Alemany) i el 10 de maig de 1871 (Tractat de Frankfurt i reconeixement de l'Imperi per la Tercera República Francesa).
Malgrat la disrupció legal, administrativa i política causada per la dissolució del Sacre Imperi Romanogermànic el 1806, el poble de parla alemanya de l'antic Imperi tenia una tradició lingüística, cultural i jurídica comuna. El liberalisme europeu oferia una base intel·lectual per a la unificació desafiant els models dinàstics i absolutistes d'organització social i política; la seva manifestació alemanya emfatitzava la importància de la tradició, l'educació i la unitat lingüística. Econòmicament, la creació del Zollverein prussià (unió duanera) el 1818, i la seva posterior expansió per incloure altres estats de la Confederació Alemanya liderada per Àustria (sota l'Imperi Austríac), van reduir la competència entre i dins dels estats. Els mitjans de transport emergents van facilitar els viatges comercials i recreatius, cosa que va provocar contactes i, de vegades, conflictes entre els parlants d'alemany de tota l'Europa central. El model d'esferes d'influència diplomàtica resultant del Congrés de Viena de 1814-1815 després de les guerres napoleòniques va avalar el domini austríac a l'Europa central a través del lideratge dels Habsburg de la Confederació Alemanya, dissenyat per substituir el Sacre Imperi Romanogermànic. Els negociadors de Viena van subestimar la creixent força interna de Prússia i es van negar a crear una segona coalició dels estats alemanys sota la influència de Prússia, i per tant no van preveure que Prússia (Regne de Prússia) s'aixecaria per desafiar Àustria pel lideratge dels pobles alemanys. Aquest dualisme alemany presentava dues solucions al problema de la unificació: Petita Alemanya, la solució de la petita Alemanya (Alemanya sense Àustria), o la solució de la Gran Alemanya (Alemanya amb Àustria o la seva part germanòfona), finalment es va decidir a favor de la primera solució a la Pau de Praga.
Els historiadors debaten si Otto von Bismarck, ministre president de Prússia, tenia un pla mestre per expandir la Confederació Alemanya del Nord de 1866 per incloure els estats alemanys independents restants en una sola entitat o simplement que planejava expandir el poder del Regne de Prússia. Conclouen que factors diferents de la força de Realpolitik de Bismarck va liderar un conjunt de grups polítics de principis de l'època moderna per reorganitzar les seves relacions polítiques, econòmiques, militars i diplomàtiques al segle XIX. La reacció al nacionalisme danès i francès va provocar expressions d'unitat alemanya. Els èxits militars —especialment els de Prússia— en tres guerres regionals van generar entusiasme i orgull que els polítics van poder aprofitar per promoure la unificació. Aquesta experiència va fer ressò del record dels èxits mutus a les guerres napoleòniques, particularment a la Guerra d'Alliberament de 1813-1814. En establir una Alemanya sense una Àustria multiètnica (sota l'Imperi Austrohongarès) ni la seva part germanòfona, la unificació política i administrativa de 1871 va evitar, almenys temporalment, el problema del dualisme.
Malgrat haver patit en els darrers anys diversos canvis de nom i fronteres, revisions del seu sistema constitucional, períodes de sobirania limitada i unitat interrompuda del seu territori o govern, i malgrat la dissolució del seu estat federat fundador dominant, el sistema polític resultant del procés d'unificació continua avui dia, sobrevivent com a República Federal d'Alemanya.

## Història

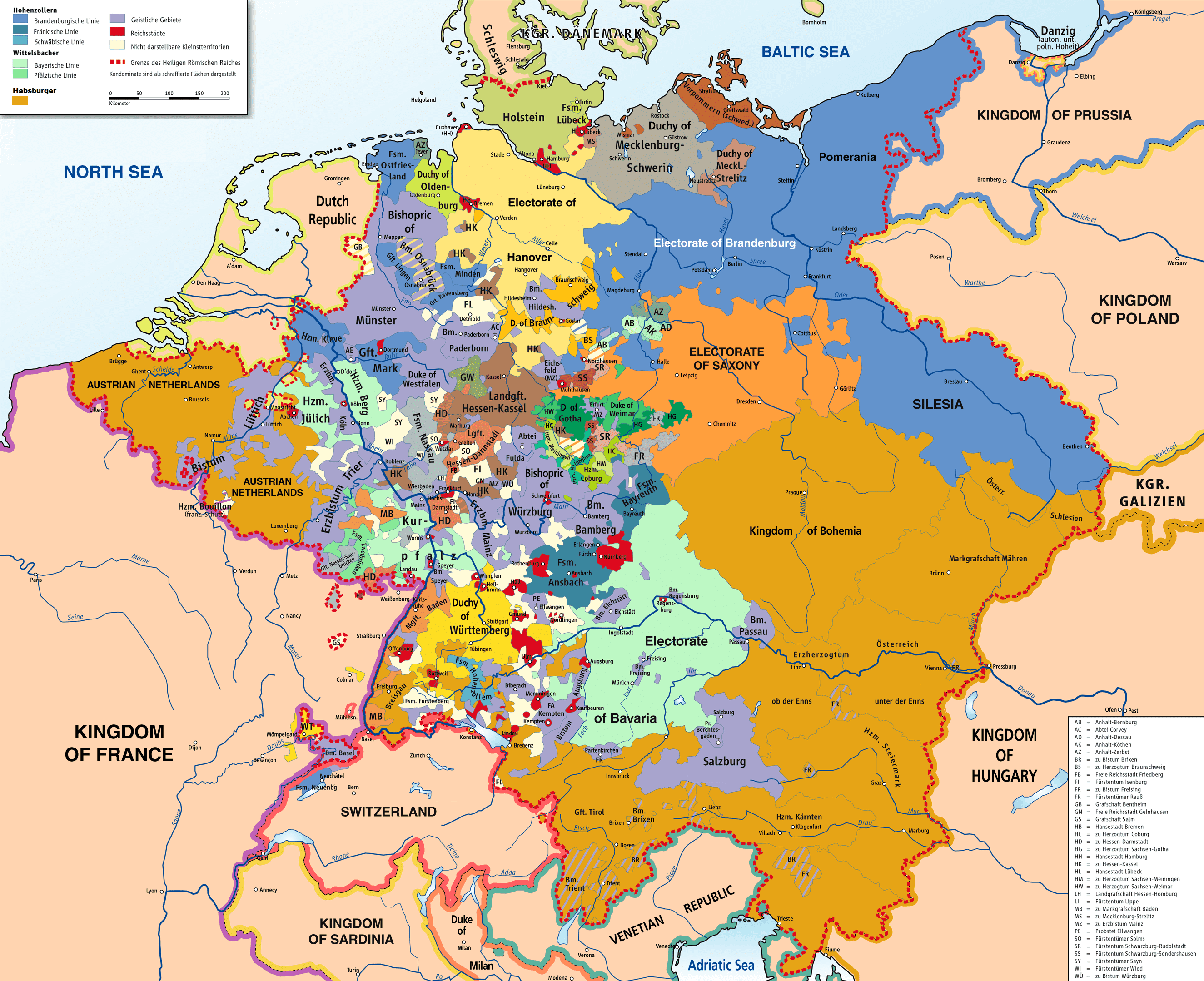
Mapa del Sacre Imperi Romanogermànic (HRE) dirigit per la monarquia austríaca dels Habsburg el 1789. Els dos territoris més grans de l'HRE eren la part de parla alemanya de l'Imperi Austríac (taronja) i la part de parla alemanya de Prússia (blau), a més d'un gran nombre de petits estats (molts d'ells massa petits per ser mostrats al mapa).

### Antecedents
Els romans donaren el nom de germànics a unes tribus situades a la riba esquerra del riu Rin que parlaven una llengua indoeuropea, tenien tendències nòmades i practicaven una economia ramadera.
Els alemanys van sorgir a l'època medieval entre els descendents dels pobles germànics romanitzats a la zona de l'actual Alemanya occidental, entre els rius Rin i Elba, en particular els francs, frisons, saxons, turingis, alamans i baiuvaris. La regió es va dividir en divisions de llarga durada, o "ducats radicals", basades en aquestes designacions ètniques, sota el domini dels francs occidentals començant per Clovis I, que va establir el control de la població romanitzada i franca de la Gàl·lia al segle v, i va iniciar un nou procés de conquesta dels pobles a l'est del Rin. En els segles següents, el poder dels francs va créixer considerablement.
A principis del segle IX dC, grans parts d'Europa s'havien unificat sota el govern del líder franc Carlemany, que va expandir l'Imperi Carolingi (França) en diverses direccions, inclosa l'est del Rin, on va conquerir saxons i frisons. Un regne confederat de principats alemanys, juntament amb algunes terres adjacents, havia existit durant més de mil anys; data del Tractat de Verdun, és a dir, l'establiment de la Frància Oriental a partir de l'Imperi Franc oriental a l'est del Rin el 843, especialment quan la dinastia otoniana va prendre el poder per governar la França Oriental el 919.
El regne, més tard l'any 962, va constituir el nucli del Sacre Imperi Romanogermànic, que de vegades incloïa més de 1.000 entitats i es va anomenar el "Sacre Imperi Romanogermànic de la Nació Alemanya" a partir de 1512 amb la Dieta Imperial de Colònia (el nou títol es va adoptar en part perquè l'Imperi va perdre la majoria dels seus territoris a Itàlia i Borgonya al sud i a l'oest a finals del segle xv, però també per emfatitzar la nova importància dels Estats Imperials Alemanys en el govern de l'Imperi a causa de la Reforma Imperial). Els estats del Sacre Imperi Romanogermànic variaven en mida des dels petits i complexos territoris de les branques principesques de la família Hohenlohe fins a territoris considerables i ben definits com l'Electorat de Baviera, el Marcgraviat de Brandenburg o el Regne de Bohèmia. El seu govern variava: incloïen ciutats imperials lliures, també de diferents mides, com la poderosa Augsburg i la minúscula Weil der Stadt; territoris eclesiàstics, també de diferents mides i influència, com la rica abadia de Reichenau i el poderós arquebisbat de Colònia, i estats dinàstics com Württemberg.

## Primera època moderna i segle XVIII
Des del segle xv, amb poques excepcions, els prínceps electors de l'Imperi havien escollit successius caps de la Dinastia dels Habsburg del Ducat d'Àustria per ostentar el títol d'Emperador del Sacre Imperi Romanogermànic. Tot i que inicialment van intentar restaurar el poder imperial central, preservar un Imperi feble i fragmentat va ser convenient per a França i Suècia i, per tant, la seva intervenció posterior va conduir a la Pau de Westfàlia, que va impedir efectivament qualsevol intent seriós de reforçar l'autoritat central imperial i va petrificar la fragmentació, donant lloc a l'existència de més de 300 entitats polítiques de parla alemanya, la majoria de les quals formaven part del Sacre Imperi Romanogermànic, a l'inici de les Guerres Napoleòniques. Tot i això, parts de l'extens Imperi Habsburg (exclusivament els seus grans territoris no germanòfons: Terres de la Corona de Sant Esteve i la partició austríaca de la Mancomunitat de Polònia i Lituània) o del Regne de Prússia dels Hohenzollern (tant l'antic Ducat de Prússia, de parla alemanya, com tot el territori no germanòfon de la partició prussiana de la Mancomunitat de Polònia i Lituània), així com els cantons suïssos germanòfons, estaven fora de les fronteres imperials. Això es va conèixer com la pràctica de Kleinstaaterei ("estat petit") Com a conseqüència addicional, no hi havia una identitat nacional alemanya típica fins al 1800, principalment a causa de la naturalesa altament autònoma o semiindependent dels estats principescos; la majoria dels habitants del Sacre Imperi Romanogermànic, fora dels governats directament per l'emperador, s'identificaven principalment amb el seu príncep en lloc d'amb l'Imperi o la nació en conjunt. No obstant això, al segle XIX, les millores en el transport i les comunicacions van començar a apropar aquestes regions.

## Dissolució de l'Antic Imperi
Encara que aquest imperi va durar formalment fins a la seva dissolució per Napoleó el 1806, la seva existència real va acabar el 1648, quan el tractat de Westfàlia va dividir l'imperi en 350 petits estats molt autònoms i amb l'autoritat imperial pràcticament nul·la a la major part del territori.
La invasió del Sacre Imperi Romanogermànic pel Primer Imperi Francès durant la Guerra de la Segona Coalició (1798-1802) va resultar en una derrota militar massiva per a les forces de l'Imperi i les aliades a mans de Napoleó Bonaparte. Els tractats de Lunéville (1801) i la Mediatització de 1803 van secularitzar els principats eclesiàstics i van abolir la majoria de les ciutats imperials lliures, de manera que aquests territoris, juntament amb els seus habitants, van ser absorbits per estats dinàstics. Aquesta transferència va ampliar particularment els territoris de Württemberg i Baden. El 1806, després d'una reeixida invasió de Prússia i la derrota d'aquest país a les batalles conjuntes de Jena-Auerstedt durant la Guerra de la Tercera Coalició, Napoleó va dictar el Tractat de Pressburg, que incloïa la dissolució formal del Sacre Imperi Romanogermànic i l'abdicació de l'emperador Francesc II del regnat nominal sobre aquest. Napoleó va establir en canvi un estat client alemany de França conegut com la Confederació del Rin que, entre altres coses, va preveure la mediatització de més d'un centenar de petits prínceps i comtes i l'absorció dels seus territoris, així com els de centenars de cavallers imperials, pels estats membres de la Confederació. Diversos estats van ser ascendits a regnes, com ara el Regne de Baviera, el Regne de Saxònia o el Regne de Hannover. Després de la secessió formal de l'Imperi de la majoria dels seus estats constituents, l'emperador va dissoldre el Sacre Imperi Romanogermànic. En la seva abdicació, Francesc va alliberar tots els antics estats dels seus deures i obligacions envers ell, i va assumir únicament el títol d'Emperador d'Àustria, que havia estat establert des del 1804.

## L'auge del nacionalisme alemany sota Napoleó
Sota l'hegemonia del Primer Imperi Francès (1804–1814), el nacionalisme popular alemany va prosperar als estats alemanys reorganitzats. En part a causa de l'experiència compartida dels pobles de parla alemanya, tot i que sota el domini francès, van sorgir diverses justificacions per a identificar "Alemanya" com un possible futur estat únic. Per al filòsof alemany Johann Gottlieb Fichte.
| «                         | Les primeres fronteres originals i veritablement naturals dels estats són, sens dubte, les seves fronteres internes. Aquells que parlen la mateixa llengua estan units entre si per una multitud de vincles invisibles per la mateixa natura, molt abans que comenci qualsevol art humà; s'entenen i tenen el poder de continuar fent-se entendre cada cop més clarament; pertanyen a un mateix i són per naturalesa un tot inseparable. | » |
| — Johann Gottlieb Fichte, | |   |

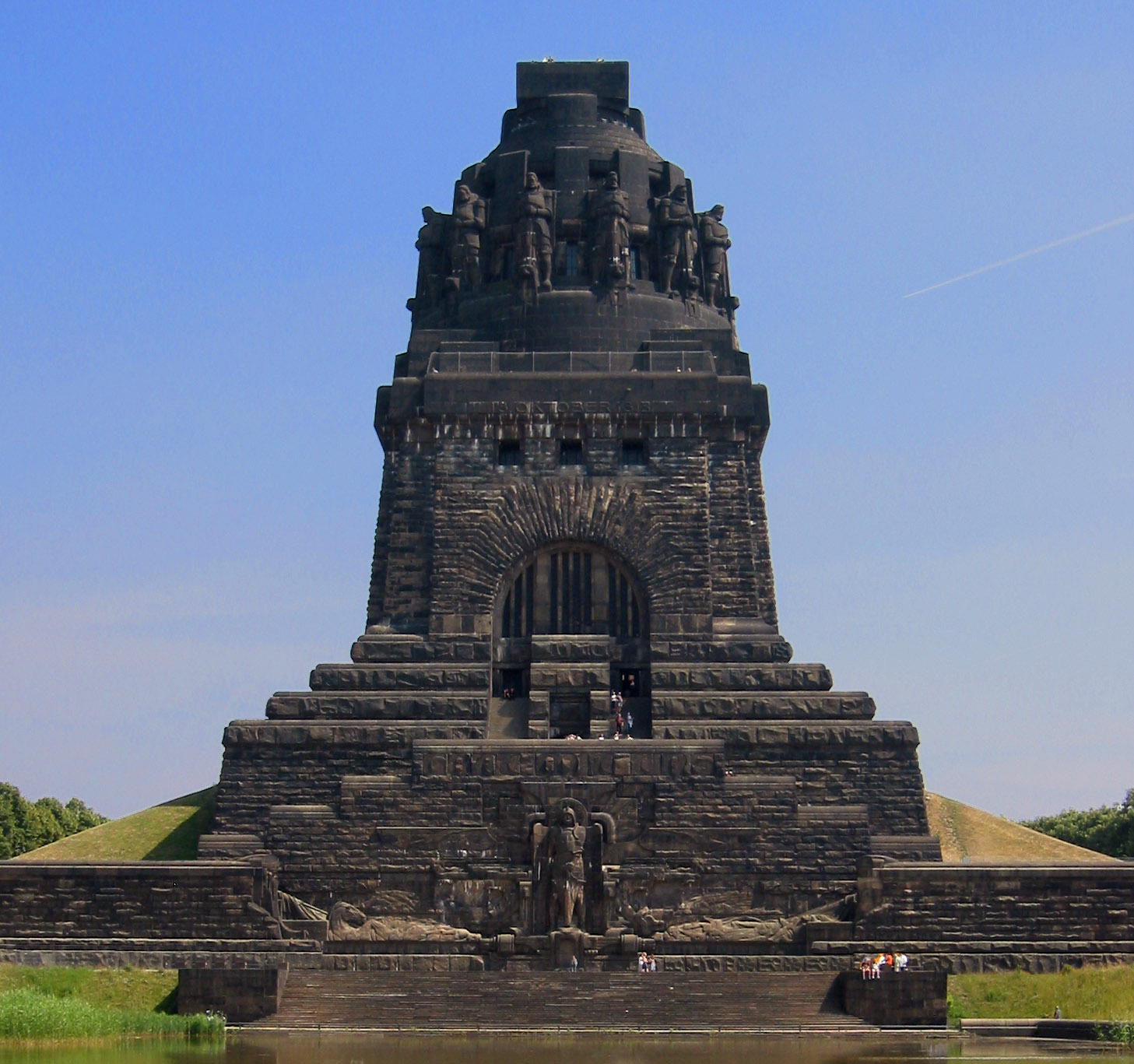
El monument a la Batalla de les Nacions, erigit amb motiu del centenari el 1913, honra els esforços del poble alemany en la victòria sobre Napoleó.

Escut d'armes de la Confederació Alemanya, també anomenat Deutscher Bund

Una llengua comuna es pot haver considerat la base d'una nació, però com van assenyalar els historiadors contemporanis de l'Alemanya del segle XIX, va caldre més que la similitud lingüística per unificar aquests centenars de grups polítics. L'experiència de l'Europa central de parla alemanya durant els anys d'hegemonia francesa va contribuir a un sentiment de causa comuna per expulsar els invasors francesos i reafirmar el control sobre les seves pròpies terres. Les campanyes de Napoleó a Polònia (1806-07), que van portar a la seva decisió de restablir una forma d'estat polonès (el Ducat de Varsòvia) a costa dels territoris polonesos conquerits per Prússia, així com les seves campanyes a la Guerra del Francès en la península Ibèrica, a l'oest d'Alemanya, i la seva desastrosa invasió de Rússia el 1812, van desil·lusionar molts alemanys, prínceps i camperols per igual. El Bloqueig Continental de Napoleó gairebé va arruïnar l'economia centreeuropea. La invasió de Rússia va incloure gairebé 125.000 soldats de terres alemanyes, i la destrucció d'aquest exèrcit va animar molts alemanys, tant de classe alta com de classe baixa, a imaginar una Europa central lliure de la influència de Napoleó. La creació de milícies estudiantils com el Cos Lliure de Lützow va exemplificar aquesta tendència.
La desfeta a Rússia va afluixar el control francès sobre els prínceps alemanys. El 1813, Napoleó va organitzar una campanya als estats alemanys per tornar-los a l'òrbita francesa; la posterior guerra de la Sisena Coalició va culminar amb la gran Batalla de Leipzig, també coneguda com la Batalla de les Nacions. L'octubre de 1813, més de 500.000 combatents van lliurar combats ferotges durant tres dies, convertint-la en la batalla terrestre europea més gran del segle XIX. El combat va donar com a resultat una victòria decisiva per a la Coalició d'Àustria, Prússia, Rússia, Saxònia i Suècia. Com a resultat, la Confederació del Rin va col·lapsar i el període francès va arribar a la seva fi. L'èxit va animar les forces de la Coalició a perseguir Napoleó a través del Rin; el seu exèrcit i el seu govern es van esfondrar, i la victoriosa Coalició va empresonar Napoleó a Elba. Durant la breu restauració napoleònica coneguda com el Govern dels cent dies de 1815, les forces de la Setena Coalició, incloent-hi un exèrcit angloaliat sota el comandament del duc de Wellington i un exèrcit prussià sota el comandament de Gebhard von Blücher, van aconseguir la victòria a Waterloo (18 de juny de 1815). El paper crític que van jugar les tropes de Blücher, especialment després d'haver de retirar-se del camp de batalla a Ligny el dia 17, va ajudar a canviar el rumb del combat contra els francesos. La cavalleria prussiana va perseguir els francesos derrotats el vespre del 18 de juny, segellant la victòria aliada. Des de la perspectiva alemanya, les accions de les tropes de Blücher a Waterloo i els esforços combinats a Leipzig van oferir un punt d'orgull i entusiasme. Aquesta interpretació es va convertir en una peça clau del mite borussià exposat pels historiadors nacionalistes proprussians a finals del segle XIX.

## El Congrés de Viena i l'auge del dualisme alemany
Després de la derrota de Napoleó, el Congrés de Viena va establir un nou sistema polític i diplomàtic europeu basat en l'equilibri de poder. Aquest sistema va reorganitzar Europa en esferes d'influència, que, en alguns casos, van suprimir les aspiracions de les diverses nacionalitats, inclosos els alemanys i els italians.
Generalment, una Prússia ampliada i els altres 38 estats consolidats a partir dels territoris mediatitzats de 1803 van ser confederats dins de l'esfera d'influència de l'Imperi Austríac. El Congrés va establir una Confederació Alemanya (1815–1866) informal, encapçalada per Àustria, amb una "Dieta Federal" (anomenada Bundestag o Bundesversammlung, una assemblea de líders designats) que es reunia a la ciutat de Frankfurt del Main. Les seves fronteres s'assemblaven a les del seu predecessor, el Sacre Imperi Romanogermànic (tot i que hi va haver algunes desviacions, per exemple, el territori prussià de la Confederació es va ampliar per incloure els antics territoris polonesos de Lauenburg i Bütow Land i l'antic Starostwo de Draheim, mentre que la part austríaca es va ampliar per incloure els antics territoris polonesos del Ducat d'Oświęcim i el Ducat de Zator) durant els anys 1818-1850, cosa que significa que grans porcions de Prússia i Àustria van quedar fora de les noves fronteres. En reconeixement de la posició imperial tradicionalment ocupada pels Habsburg, els emperadors d'Àustria van esdevenir els presidents titulars d'aquest parlament. Malgrat el terme Dieta (Assemblea o Parlament), aquesta institució no s'ha d'interpretar de cap manera com un grup de representants elegits de manera àmplia o popular. Molts dels estats no tenien constitucions, i els que sí que en tenien, com el Ducat de Baden, basaven el sufragi en requisits estrictes de propietat que limitaven efectivament el sufragi a una petita part de la població masculina.

### Problemes de reorganització

Fronteres de la Confederació Germànica. Prússia és blava, Àustria-Hongria groga i la resta grisa.

Problemàticament, el domini austríac inherent no va tenir en compte l'aparició de Prússia en la política imperial al segle XVIII. Aquesta solució poc pràctica no reflectia el nou estatus de Prússia en la configuració general. Tot i que l'exèrcit prussià havia estat derrotat dramàticament a la Batalla de Jena de 1806, havia fet una remuntada espectacular a Waterloo. En conseqüència, els líders prussians esperaven tenir un paper fonamental en la política alemanya. Des que el príncep elector de Brandenburg es va autoproclamar rei de Prússia a principis d'aquell segle, els seus dominis havien augmentat constantment a través de l'herència i la guerra. La força consolidada de Prússia s'havia fet particularment evident durant les Particions de Polònia, la Guerra de Successió Austríaca i la Guerra dels Set Anys sota Frederic el Gran. Mentre Maria Teresa i Josep intentaven restaurar l'hegemonia dels Habsburg al Sacre Imperi Romanogermànic, Frederic va contraatacar amb la creació de la Fürstenbund (Unió de Prínceps) el 1785. El dualisme austroprussià estava fermament arrelat en l'antiga política imperial. Aquestes maniobres d'equilibri de poder van ser personificades per la Guerra de Successió Bavaresa, o "Guerra de Successió bavaresa" entre la gent comuna. Fins i tot després de la fi del Sacre Imperi Romanogermànic, aquesta competició va influir en el creixement i desenvolupament dels moviments nacionalistes al segle XIX.

## Preludi

### Vormärz
El període dels estats policials austríacs i prussians i la vasta censura entre el Congrés de Viena i les Revolucions de 1848 a Alemanya va ser conegut més tard com el Vormärz ("abans del març"), referint-se al març de 1848. Durant aquest període, el liberalisme europeu va guanyar impuls; l'agenda incloïa qüestions econòmiques, socials i polítiques. La majoria dels liberals europeus del Vormärz buscaven la unificació sota principis nacionalistes, promovien la transició al capitalisme i buscaven l'expansió del sufragi masculí, entre altres qüestions. La seva "radicalització" depenia de la seva posició en l'espectre del sufragi masculí: com més àmplia era la definició de sufragi, més radicals tenien el potencial de ser.
L'auge del nacionalisme alemany, estimulat per l'experiència dels alemanys en el període napoleònic i inicialment aliat amb el liberalisme, va canviar les relacions polítiques, socials i culturals dins dels estats alemanys. En aquest context, es poden detectar les arrels del nacionalisme en l'experiència dels alemanys durant el període napoleònic. A més, les promeses implícites i de vegades explícites fetes durant la campanya alemanya de 1813 van generar una expectativa de sobirania popular i una àmplia participació en el procés polític, promeses que en gran part no es van complir un cop aconseguida la pau.

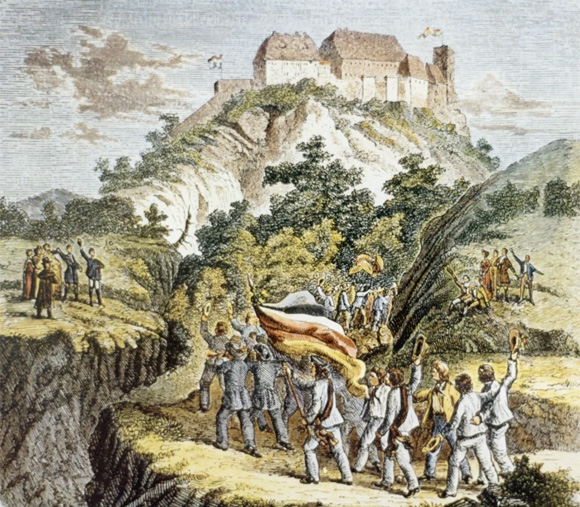
A l'octubre de 1817, aproximadament 500 estudiants es van concentrar al castell de Wartburg, on Martí Luter s'havia refugiat més de tres segles abans, per manifestar-se a favor de la unificació nacional. Wartburg va ser escollida per la seva connexió simbòlica amb el caràcter nacional alemany. Gravat xilogràfic contemporani en color

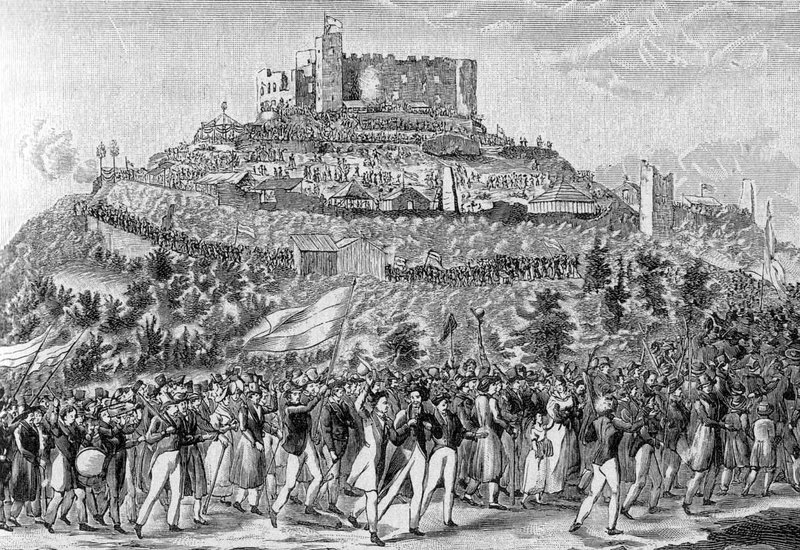
Participants pronacionalistes marxen cap a les ruïnes del castell de Hambach el 1832. Predominaven els estudiants i alguns professionals, així com els seus cònjuges. Portaven la bandera de la clandestina Burschenschaft, que més tard es va convertir en la base de la bandera de l'Alemanya moderna.

### L'aparició del nacionalisme liberal i la resposta conservadora
Malgrat una considerable reacció conservadora, les idees d'unitat es van unir a les nocions de sobirania popular als països de parla alemanya. Les organitzacions estudiantils i les manifestacions populars de la Burschenschaft, com les que es van celebrar al castell de Wartburg l'octubre de 1817, van contribuir a un creixent sentiment d'unitat entre els parlants d'alemany de l'Europa central.
Al Festival de Wartburg del 1817 es van formar els primers moviments reals entre estudiants: van sorgir fraternitats i organitzacions estudiantils. Els colors negre, vermell i daurat eren símbols d'això. L'agitació per part d'organitzacions estudiantils va portar líders conservadors com Klemens Wenzel, el príncep von Metternich, a témer l'auge del sentiment nacionalista.
L'assassinat del dramaturg alemany August von Kotzebue el març de 1819 per un estudiant radical que buscava la unificació va ser seguit, el 20 de setembre de 1819, per la proclamació dels Decrets de Karlsbad, que van dificultar el lideratge intel·lectual del moviment nacionalista. Metternich va ser capaç d'aprofitar la indignació conservadora per l'assassinat per consolidar una legislació que limitaria encara més la premsa i restringiria els creixents moviments liberals i nacionalistes. En conseqüència, aquests decrets van conduir les Burschenschaften a la clandestinitat, van restringir la publicació de materials nacionalistes, van ampliar la censura de la premsa i la correspondència privada i van limitar la xerrada acadèmica prohibint als professors universitaris fomentar la discussió nacionalista. Els decrets van ser el tema del pamflet de Johann Joseph von Görres Teutschland [arcaic: Deutschland] und die Revolution (Alemanya i la Revolució) (1820), en què va concloure que era impossible i indesitjable reprimir la lliure expressió de l'opinió pública mitjançant mesures reaccionàries.

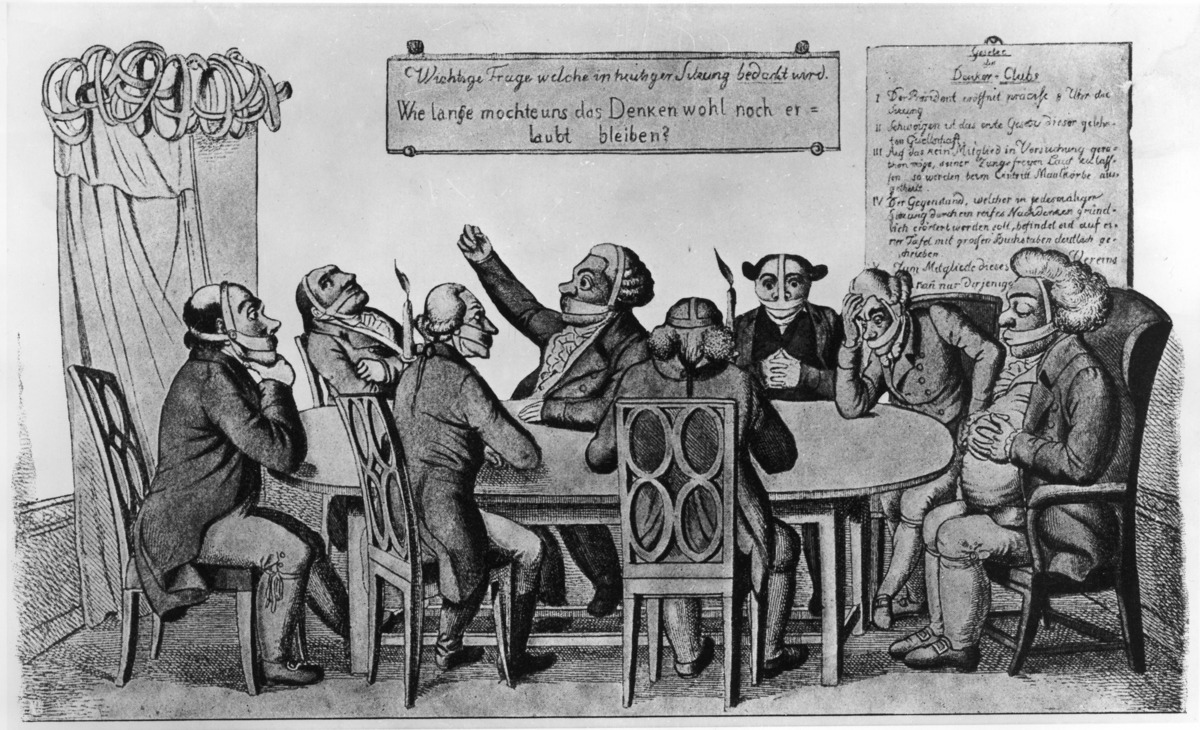
Una caricatura alemanya que es burla dels Decrets de Carlsbad, que suprimien la llibertat d'expressió

El Festival de Hambach (Hambacher Fest) del maig de 1832 va comptar amb l'assistència de més de 30.000 persones. Promoguda com a fira del comtat, els participants celebraven la fraternitat, la llibertat i la unitat nacional. Els celebrants es van reunir a la ciutat de sota i van marxar cap a les ruïnes del castell de Hambach, als turons sobre la petita ciutat de Hambach, a la província del Palatinat de Baviera. Portant banderes, tocant tambors i cantant, els participants van dedicar la major part del matí i el migdia a arribar al recinte del castell, on van escoltar discursos d'oradors nacionalistes de tot l'espectre polític. El contingut general dels discursos suggeria una diferència fonamental entre el nacionalisme alemany de la dècada de 1830 i el nacionalisme francès de la Revolució francesa de Juliol: el focus del nacionalisme alemany residia en l'educació del poble; un cop la població estigués educada sobre el que calia, assoliria aquests objectius. La retòrica de Hambach emfatitzava la naturalesa pacífica general del nacionalisme alemany: la qüestió no era construir barricades, una forma de nacionalisme molt "francesa", sinó construir ponts emocionals entre grups. Com ja havia fet el 1819, després de l'assassinat d'August von Kotzebue, Metternich va utilitzar la manifestació popular de Hambach per impulsar una política social conservadora. Els "Sis Articles" del 28 de juny de 1832 van reafirmar, per sobre de tot, el principi de l'autoritat monàrquica. El 5 de juliol, la Dieta de Frankfurt va votar a favor de 10 articles addicionals, que reiteraven les normes existents sobre censura, restringien les organitzacions polítiques i limitaven altres activitats públiques. A més, els estats membres van acordar enviar assistència militar a qualsevol govern amenaçat per disturbis. El príncep Wrede va dirigir la meitat de l'exèrcit bavarès al Palatinat per "subjugar" la província. Diversos desafortunats parlants de Hambach van ser arrestats, jutjats i empresonats; un, Karl Heinrich Brüggemann (1810–1887), estudiant de dret i representant de la secreta Burschenschaft, va ser enviat a Prússia, on va ser condemnat a mort primer, però més tard indultat.

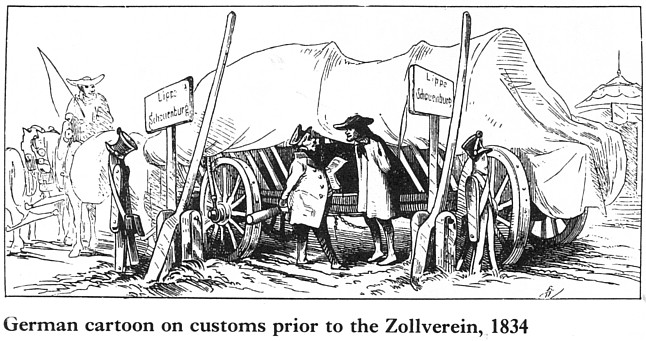
Aquest dibuix oferia un comentari satíric sobre la prevalença de les barreres de peatge en els molts estats alemanys, cap al 1834. Alguns estats eren tan petits que els transportistes carregaven i recarregaven les seves mercaderies dues o tres vegades al dia.

Crucialment, tant el míting de Wartburg el 1817 com el Festival de Hambach el 1832 no tenien cap visió clara d'unificació. A Hambach, les posicions dels nombrosos oradors il·lustraven les seves dispars agendes. Unides només per la idea de la unificació, les seves nocions de com aconseguir-ho no incloïen plans específics, sinó que es basaven en la idea nebulosa que el Volk (el poble), si rebia una educació adequada, aconseguiria la unificació pel seu compte. Els grans discursos, les banderes, els estudiants exuberants i els dinars de pícnic no es van traduir en un nou aparell polític, burocràtic o administratiu. Mentre que molts van parlar de la necessitat d'una constitució, no va sorgir cap document d'aquest tipus de les principals concentracions nacionalistes. El 1848, els nacionalistes van intentar solucionar aquest problema.

### Economia i unió duanera
Diversos altres factors van complicar l'auge del nacionalisme als estats alemanys. Els factors artificials incloïen rivalitats polítiques entre els membres de la confederació alemanya, particularment entre els austríacs i els prussians, i la competència socioeconòmica entre els interessos comercials i mercantils, i els antics interessos terratinents i aristocràtics. Els factors naturals van incloure una sequera generalitzada a principis de la dècada de 1830 i de nou a la de 1840, i una crisi alimentària a la dècada de 1840. Van sorgir més complicacions com a resultat d'un canvi en la industrialització i la manufactura; a mesura que la gent buscava feina, deixaven els seus pobles i petites ciutats per treballar durant la setmana a les ciutats, tornant durant un dia i mig els caps de setmana.
La dislocació econòmica, social i cultural de la gent corrent, les dificultats econòmiques d'una economia en transició i les pressions dels desastres meteorològics van contribuir a l'augment dels problemes a l'Europa central. El fracàs de la majoria dels governs per fer front a la crisi alimentària de mitjan dècada de 1840, causada per la plaga de la patata (relacionada amb la Gran Fam Irlandesa) i diverses temporades de mal temps, va animar molts a pensar que els rics i poderosos no tenien gens d'interès en els seus problemes. Les autoritats estaven preocupades pel creixent malestar, l'agitació política i social entre les classes treballadores i la desafecció de la intel·lectualitat. Cap quantitat de censura, multes, empresonament o desterrament, semblava, podia aturar les crítiques. A més, cada cop era més evident que tant Àustria com Prússia volien ser les líders en qualsevol unificació resultant; cadascuna inhibiria l'impuls de l'altra per prendre la iniciativa en la unificació.
La formació de la Unió Duanera del Nord d'Alemanya, una institució clau per a la unificació econòmica dels estats alemanys, va ajudar a crear un sentit més ampli d'unificació econòmica. Inicialment concebuda pel ministre de finances prussià Hans, comte von Bülow, com una unió duanera prussiana el 1818, la Zollverein unia els nombrosos territoris prussians i Hohenzollern. Durant els trenta anys següents (i més), s'hi van unir altres estats alemanys. La Unió va ajudar a reduir les barreres proteccionistes entre els estats alemanys, especialment millorant el transport de matèries primeres i productes acabats, fent que fos més fàcil moure mercaderies a través de les fronteres territorials i menys costós comprar, transportar i vendre matèries primeres. Això va ser particularment important per als centres industrials emergents, la majoria dels quals estaven situats a les regions prussianes de Renània, el Saar i les valls del Ruhr. Els estats més allunyats de la costa es van unir a la Unió Duanera abans. No ser-ne membre importava més per als estats del sud d'Alemanya, ja que l'aranzel extern de la Unió Duanera impedia l'accés lliure de duanes a la costa (que donava accés als mercats internacionals). Així, el 1836, tots els estats del sud de Prússia s'havien unit a la Unió Duanera, excepte Àustria.
En canvi, els estats costaners ja tenien accés sense barreres al comerç internacional i no volien que els consumidors i productors tinguessin la càrrega dels drets d'importació que pagarien si fossin dins de la frontera duanera de Zollverein. Hannover, a la costa nord, va formar la seva pròpia unió duanera, la "Unió Fiscal" o Steuerverein, el 1834 amb Brunswick i amb Oldenburg el 1836. Els aranzels externs sobre productes acabats i matèries primeres estrangeres eren inferiors als tipus del Zollverein. Brunswick es va unir a la Unió Duanera de Zollverein el 1842, mentre que Hannover i Oldenburg finalment s'hi van unir el 1854 Després de la guerra austroprussiana de 1866, Schleswig, Holstein i Lauenburg van ser annexionats per Prússia i, per tant, també a la Unió Duanera, mentre que els dos estats de Mecklenburg i les ciutats estat d'Hamburg i Bremen s'hi van unir més tard perquè depenien del comerç internacional. Els Mecklenburg s'hi van unir el 1867, mentre que Bremen i Hamburg s'hi van unir el 1888.

### Carreteres i ferrocarrils
A principis del segle XIX, les carreteres alemanyes s'havien deteriorat fins a un punt lamentable. Els viatgers, tant estrangers com locals, es van queixar amargament de l'estat de les Heerstraßen, les carreteres militars que abans es mantenien per facilitar el moviment de tropes. Tanmateix, a mesura que els estats alemanys van deixar de ser una cruïlla militar, les carreteres van millorar; la longitud de les carreteres pavimentades a Prússia va augmentar de 3.800 quilòmetres el 1816 a 16.600 quilòmetres el 1852, ajudada en part per la invenció del macadam. El 1835, Heinrich von Gagern va escriure que les carreteres eren les "venes i artèries del cos polític..." i va predir que promourien la llibertat, la independència i la prosperitat. A mesura que la gent es movia, entrava en contacte amb altres persones, als trens, als hotels, als restaurants i, per a alguns, en centres turístics de moda com el balneari de Baden-Baden. El transport per aigua també va millorar. Els bloquejos al Rin havien estat eliminats per ordre de Napoleó, però cap a la dècada de 1820, les màquines de vapor van alliberar els vaixells fluvials del feixuc sistema d'homes i animals que els remolcaven riu amunt. El 1846, 180 vaixells de vapor navegaven pels rius alemanys i el llac de Constança, i una xarxa de canals s'estenia des dels rius Danubi, Weser i Elba.
Per importants que fossin aquestes millores, no eren res en comparació amb l'impacte del ferrocarril. L'economista alemany Friedrich List va anomenar els ferrocarrils i la Unió Duanera "bessons siamesos", destacant la seva important relació mútuament beneficiosa. No estava sol: el poeta August Heinrich Hoffmann von Fallersleben va escriure un poema en què lloava les virtuts del Zollverein, que començava amb una llista de béns que havien contribuït més a la unitat alemanya que la política o la diplomàcia. Els historiadors de l'Imperi Alemany van considerar més tard els ferrocarrils com el primer indicador d'un estat unificat; el novel·lista patriòtic Wilhelm Raabe va escriure: "L'imperi alemany es va fundar amb la construcció del primer ferrocarril..." No tothom va saludar el monstre de ferro amb entusiasme. El rei prussià Frederic Guillem III no va veure cap avantatge en viatjar de Berlín a Potsdam unes hores més ràpid, i Metternich es va negar a viatjar-hi en absolut. D'altres es preguntaven si els ferrocarrils eren un "mal" que amenaçava el paisatge: el poema de Nikolaus Lenau de 1838, An den Frühling (A la primavera), lamentava la manera com els trens destruïen la quietud prístina dels boscos alemanys.
El ferrocarril bavarès Ludwig, que va ser la primera línia ferroviària de passatgers o mercaderies als territoris alemanys, va connectar Nuremberg i Fürth el 1835. Tot i que tenia 6 quilòmetres de llargada i només funcionava de dia, va resultar rendible i popular. En tres anys, s'havien col·locat 141 quilòmetres de via, el 1840, 462 quilòmetres i el 1860, 11.157 quilòmetres. A falta d'una característica organitzativa geogràficament central (com ara una capital nacional), els raïls es van col·locar en xarxes, unint pobles i mercats dins de regions, regions dins de regions més grans, etc. A mesura que la xarxa ferroviària s'expandia, el transport de mercaderies es va tornar més barat: el 1840, 18 pfennigs per tona per quilòmetre i el 1870, cinc pfennigs . Els efectes del ferrocarril van ser immediats. Per exemple, les matèries primeres podien viatjar amunt i avall de la Regió del Ruhr sense haver de descarregar-les ni recarregar-les. Les línies ferroviàries van estimular l'activitat econòmica creant demanda de productes bàsics i facilitant el comerç. El 1850, el transport marítim interior transportava tres vegades més mercaderies que els ferrocarrils; el 1870, la situació es va invertir i els ferrocarrils transportaven quatre vegades més. El viatge en tren va canviar l'aspecte de les ciutats i la manera com viatjava la gent. El seu impacte va arribar a tot l'ordre social, afectant des dels més alts fins als més baixos. Tot i que algunes de les províncies alemanyes perifèriques no van rebre servei ferroviari fins a la dècada del 1890, la majoria de la població, els centres de fabricació i els centres de producció estaven connectats a la xarxa ferroviària el 1865.

### Geografia, patriotisme i llengua

Àrea lingüística alemanya (verd) i fronteres polítiques al voltant de 1841 (gris) en comparació amb les referències geogràfiques del text (blau negreta)

A mesura que viatjar es va fer més fàcil, ràpid i menys costós, els alemanys van començar a veure la unitat en factors diferents de la seva llengua. Els germans Grimm, que van compilar un diccionari enorme conegut com Els Grimm, també van reunir un compendi de contes i faules populars, que destacaven els paral·lelismes narratius entre diferents regions. Karl Baedeker va escriure guies de diferents ciutats i regions de l'Europa central, indicant llocs on allotjar-se, llocs per visitar i fent una breu història de castells, camps de batalla, edificis famosos i personatges famosos. Les seves guies també incloïen distàncies, carreteres a evitar i rutes de senderisme a seguir.
Les paraules d'August Heinrich Hoffmann von Fallersleben expressaven no només la unitat lingüística del poble alemany sinó també la seva unitat geogràfica. A Deutschland, Deutschland über Alles, oficialment anomenat Das Lied der Deutschen (" La cançó dels alemanys"), Fallersleben va demanar als sobirans de tots els estats alemanys que reconeguessin les característiques unificadores del poble alemany. Altres cançons patriòtiques com ara "Die Wacht am Rhein" ("La guàrdia al Rin") de Max Schneckenburger van començar a centrar l'atenció en l'espai geogràfic, en lloc de limitar la "germanitat" a una llengua comuna. Schneckenburger va escriure "La Guàrdia al Rin" en una resposta patriòtica específica a les afirmacions franceses que el Rin era la frontera oriental "natural" de França. A la tornada, "Benvolguda pàtria, benvolguda pàtria, descansa / La vigilància es manté ferma al Rin", i en altres poesies patriòtiques com "Das Rheinlied" ("El Rin") de Nicholaus Becker, els alemanys van ser cridats a defensar la seva pàtria territorial. El 1807, Alexander von Humboldt va argumentar que el caràcter nacional reflectia la influència geogràfica, vinculant el paisatge amb les persones. Paral·lelament a aquesta idea, van sorgir moviments per preservar antigues fortaleses i llocs històrics, i aquests es van centrar particularment en Renània, l'escenari de tantes confrontacions amb França i Espanya.

### Parlament de Frankfurt
La seva pressió va donar lloc a una varietat d'eleccions, basades en diferents qualificacions de vot, com ara el sufragi prussià de tres classes, que ponderava els vots en funció de la quantitat d'impostos pagats i, per tant, donava a alguns grups electorals —principalment els més rics i terratinents— un major poder representatiu.

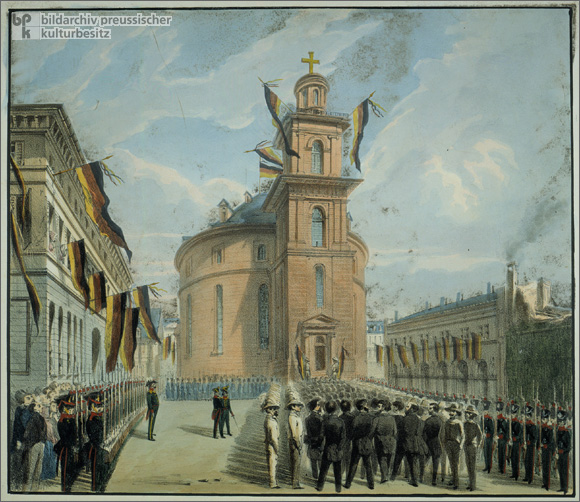
Els delegats preparlamentaris processen cap a l'església de Paulskirche a Frankfurt, on van preparar el terreny per a l'elecció d'un Parlament Nacional

El 27 de març de 1849, el Parlament de Frankfurt va aprovar la Paulskirchenverfassung (Constitució de l'església de Sant Pau) i va oferir el títol de Kaiser (Emperador) al rei prussià Frederic Guillem IV el mes següent. S'hi va negar per diversos motius. Públicament, va respondre que no podia acceptar una corona sense el consentiment dels estats reals, amb la qual cosa es referia als prínceps. En privat, temia l'oposició dels altres prínceps alemanys i la intervenció militar d'Àustria o Rússia. També sentia una aversió fonamental per la idea d'acceptar una corona d'un parlament elegit popularment: no acceptaria una corona d'"argila". Malgrat els requisits de sufragi que sovint perpetuaven molts dels problemes de sobirania i participació política que els liberals intentaven superar, el Parlament de Frankfurt va aconseguir redactar una constitució i arribar a un acord sobre la solució del kleindeutsch. Tot i que els liberals no van aconseguir la unificació que buscaven, sí que van aconseguir una victòria parcial treballant amb els prínceps alemanys en moltes qüestions constitucionals i col·laborant amb ells en les reformes.

### L'Imperi Alemany de 1848–1849, avortat, en una anàlisi retrospectiva
Els estudiosos de la història alemanya han debatut durant dècades com els èxits i els fracassos del Parlament de Frankfurt contribueixen a les explicacions historiogràfiques de la construcció de la nació alemanya. Una escola de pensament, que va sorgir després de la Gran Guerra i va guanyar impuls després de la Segona Guerra Mundial, sosté que el fracàs dels liberals alemanys al Parlament de Frankfurt va conduir a un compromís de la burgesia amb els conservadors (especialment els terratinents conservadors Junker), que posteriorment va conduir a l'anomenat Sonderweg (camí distintiu) de la història alemanya del segle XX. Aquest argument sosté que el fracàs a l'hora d'aconseguir la unificació el 1848 va provocar la formació tardana de l'estat nació el 1871, cosa que al seu torn va retardar el desenvolupament de valors nacionals positius. Hitler sovint demanava al públic alemany que ho sacrifiqués tot per la causa de la seva gran nació, però el seu règim no va crear el nacionalisme alemany: simplement va aprofitar un valor cultural intrínsec de la societat alemanya que encara preval fins avui. A més, aquest argument sosté que el "fracàs" de 1848 va reafirmar els anhels aristocràtics latents entre la classe mitjana alemanya; en conseqüència, aquest grup mai va desenvolupar un programa de modernització conscient.
Estudis més recents han rebutjat aquesta idea, afirmant que Alemanya no tenia un "camí distintiu" real més que qualsevol altra nació, una idea historiogràfica coneguda com a excepcionalisme. En canvi, els historiadors moderns afirmen que el 1848 va veure èxits específics per part dels polítics liberals. Moltes de les seves idees i programes es van incorporar posteriorment als programes socials de Bismarck (per exemple, la seguretat social, els programes educatius i definicions més àmplies del sufragi). A més, la noció d'un camí distintiu es basa en la suposició subjacent que el camí d'alguna altra nació (en aquest cas, el del Regne Unit) és la norma acceptada. Aquest nou argument desafia encara més les normes del model de desenvolupament britànic-cèntric: els estudis sobre el desenvolupament nacional a la Gran Bretanya i altres estats "normals" (per exemple, França o els Estats Units) han suggerit que, fins i tot en aquests casos, l'estat nació modern no es va desenvolupar de manera uniforme. Tampoc es va desenvolupar particularment aviat, ja que va ser un fenomen majoritàriament de mitjans a finals del segle XIX. Des de finals de la dècada del 1990, aquest punt de vista ha estat àmpliament acceptat, tot i que alguns historiadors encara troben l'anàlisi de Sonderweg útil per entendre el període del nacionalsocialisme

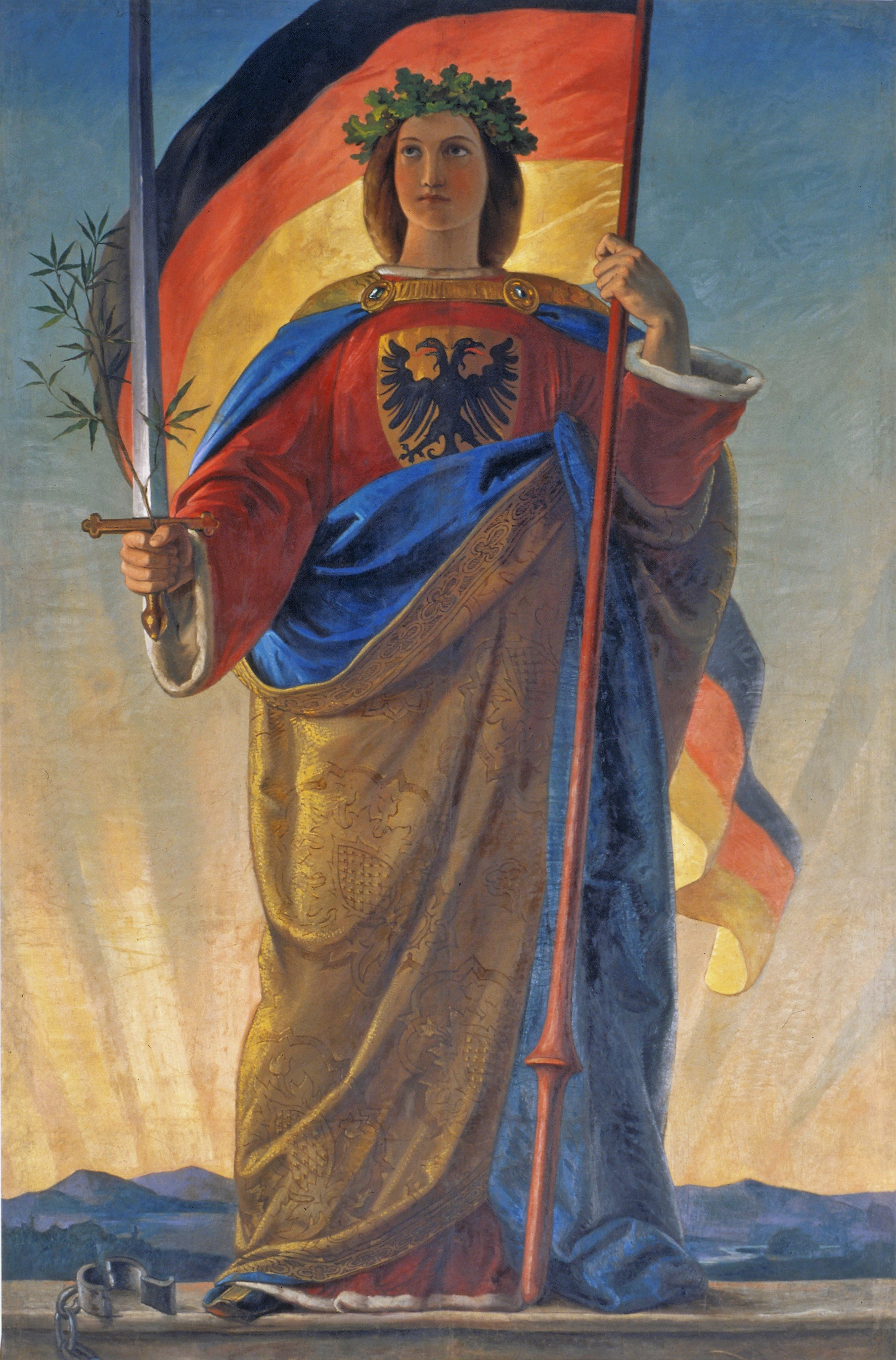
Aquesta representació de Germania, també de Philipp Veit, va ser creada per amagar l'orgue de l'església de Sant Pau a Frankfurt, durant la reunió del Parlament que s'hi va celebrar el març de 1848–49. L'espasa tenia com a objectiu simbolitzar la Paraula de Déu i marcar la renovació del poble i el seu esperit triomfal.

### El problema de les esferes d'influència: la Unió d'Erfurt i la puntuació d'Olmütz
Després de la dissolució del Parlament de Frankfurt, Frederic Guillem IV, sota la influència del general Joseph Maria von Radowitz, va donar suport a l'establiment de la Unió d'Erfurt —una federació d'estats alemanys, excloent Àustria— mitjançant el lliure acord dels prínceps alemanys. Aquesta unió limitada sota Prússia gairebé hauria eliminat la influència austríaca sobre els altres estats alemanys. La pressió diplomàtica combinada d'Àustria i Rússia (garant dels acords de 1815 que establien les esferes d'influència europees) va obligar Prússia a renunciar a la idea de la Unió d'Erfurt en una reunió a la petita ciutat d'Olmütz, a Moràvia. El novembre de 1850, els prussians —específicament Radowitz i Frederic Guillem— van acceptar la restauració de la Confederació Alemanya sota el lideratge austríac. Això va arribar a ser conegut com la Puntuació d'Olmütz, però entre els prussians era conegut com la "Humiliació d'Olmütz".
Tot i que aparentment van ser esdeveniments menors, la proposta de la Unió d'Erfurt i la Puntuació d'Olmütz van posar de manifest els problemes d'influència als estats alemanys. La qüestió ja no era si, sinó quan es produiria la unificació, i quan dependria de la força. Un dels antics membres del Parlament de Frankfurt, Johann Gustav Droysen, va resumir el problema:
| «                        | No podem amagar el fet que tota la qestió alemanya és una simple alternativa entre Prússia i Àustria. En aquests estats, la vida alemanya té els seus pols positius i negatius: en el primer, tots els interessos [que] són nacionals i reformadors, en el segon, tots els que són dinàstics i destructius. La qüestió alemanya no és una qüestió constitucional sinó una qüestió de poder; i la monarquia prussiana ara és totalment alemanya, mentre que la d'Àustria no pot ser-ho. | » |
| — Johann Gustav Droysen, | |   |

La unificació en aquestes condicions va plantejar un problema diplomàtic bàsic. La possibilitat d'una unificació alemanya (o italiana) capgiraria el sistema d'esferes d'influència superposades creat el 1815 al Congrés de Viena. Els principals arquitectes d'aquesta convenció, Metternich, Castlereagh i el tsar Alexandre (amb el seu secretari d'afers exteriors, el comte Karl Nesselrode), havien concebut i organitzat una Europa equilibrada i garantida per quatre " grans potències": Gran Bretanya, França, Rússia i Àustria, i cada potència tenia una esfera d'influència geogràfica. L'àmbit d'influència de França incloïa la península Ibèrica i una part dels estats italians. La de Rússia incloïa les regions orientals de l'Europa central i una influència equilibradora als Balcans. L'àmbit d'Àustria es va expandir per gran part dels territoris centreeuropeus que abans ocupava el Sacre Imperi Romanogermànic. L'àmbit de competència de Gran Bretanya era la resta del món, especialment els mars.
Aquest sistema d'esfera d'influència depenia de la fragmentació dels estats alemany i italià, no de la seva consolidació. En conseqüència, una nació alemanya unida sota una sola bandera presentava qüestions importants. No hi havia cap definició fàcilment aplicable de qui seria el poble alemany o fins a quin punt s'estendrien les fronteres d'una nació alemanya. També hi havia incertesa sobre qui lideraria i defensaria millor "Alemanya", independentment de la definició que es fes. Diferents grups van oferir diferents solucions a aquest problema. En la solució de Kleindeutschland ("Petita Alemanya"), els estats alemanys s'unirien sota el lideratge dels Hohenzollern prussians; en la solució de Grossdeutschland ("Gran Alemanya"), els estats alemanys s'unirien sota el lideratge dels Habsburg austríacs. Aquesta controvèrsia, la darrera fase del debat sobre el dualisme alemany que havia dominat la política dels estats alemanys i la diplomàcia austroprussiana des de la creació del Regne de Prússia el 1701, arribaria al seu punt àlgid durant els vint anys següents.

### Expectatives externes d'una Alemanya unificada
Altres nacionalistes tenien grans esperances en el moviment d'unificació alemany, i la frustració amb una unificació alemanya duradora després de 1850 semblava fer retrocedir el moviment nacional. Els revolucionaris associaven la unificació nacional amb el progrés. Com va escriure Giuseppe Garibaldi al revolucionari alemany Karl Blind el 10 d'abril de 1865, "El progrés de la humanitat sembla haver-se aturat, i vosaltres, amb la vostra intel·ligència superior, sabreu per què. La raó és que al món li manca una nació [que] posseeixi un veritable lideratge. Aquest lideratge, és clar, no es requereix per dominar altres pobles, sinó per conduir-los pel camí del deure, per conduir-los cap a la germanor de les nacions on totes les barreres erigides per l'egoisme seran destruïdes". Garibaldi va buscar en Alemanya el "tipus de lideratge [que], en la veritable tradició de la cavalleria medieval, es dediqués a reparar els errors, donar suport als febles, sacrificar guanys momentanis i avantatges materials per l'assoliment molt més fi i satisfactori d'alleujar el sofriment dels nostres semblants. Necessitem una nació prou valenta per donar-nos un lideratge en aquesta direcció. Reuniria a la seva causa tots aquells que pateixen injustament o que aspiren a una vida millor i tots aquells que ara suporten l'opressió estrangera".
La unificació alemanya també s'havia considerat un requisit previ per a la creació d'una federació europea, que Giuseppe Mazzini i altres patriotes europeus havien estat promovent durant més de tres dècades:
| «    | A la primavera de 1834, mentre eren a Berna, Mazzini i una dotzena de refugiats d'Itàlia, Polònia i Alemanya van fundar una nova associació amb el grandiós nom de Jove Europa. La seva idea bàsica, i igualment grandiosa, era que, a mesura que la Revolució Francesa de 1789 havia ampliat el concepte de llibertat individual, ara caldria una altra revolució per a la llibertat nacional; i la seva visió anava més enllà perquè esperava que en un futur sens dubte llunyà les nacions lliures es poguessin combinar per formar una Europa lleugerament federal amb algun tipus d'assemblea federal per regular els seus interessos comuns. […] La seva intenció no era res menys que anul·lar l'acord europeu acordat el 1815 pel Congrés de Viena, que havia restablert una hegemonia opressora d'unes poques grans potències i havia bloquejat l'aparició de nacions més petites. […] Mazzini esperava, però sense gaire confiança, que la seva visió d'una lliga o societat de nacions independents es faria realitat durant la seva pròpia vida. A la pràctica, la Jove Europa no tenia els diners ni el suport popular per a més d'una existència a curt termini. No obstant això, sempre va romandre fidel a l'ideal d'un continent unit per al qual la creació de nacions individuals seria un preliminar indispensable. | » |
| — ., | |   |

### La creixent força de Prússia:la Realpolitik

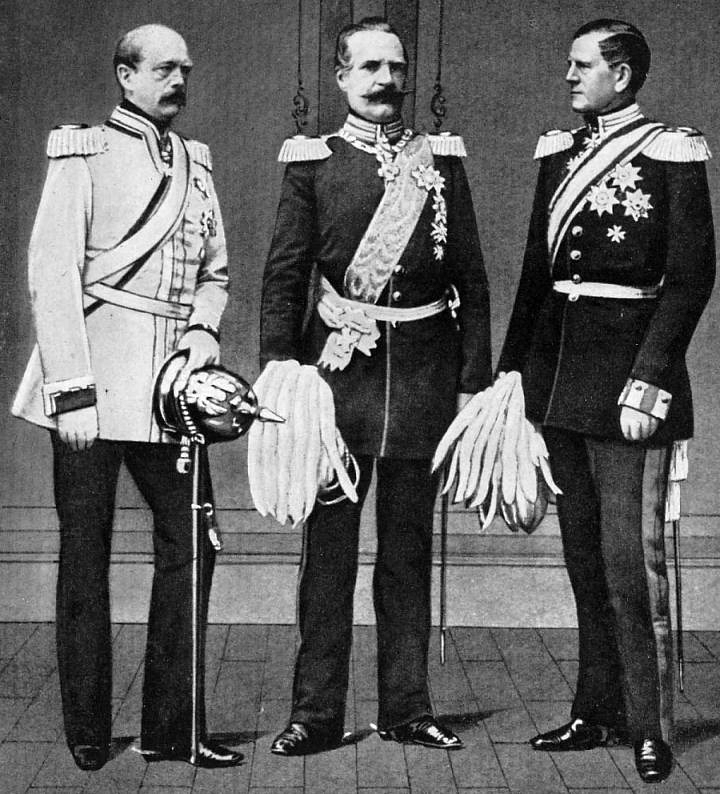
La convergència del lideratge en política i diplomàcia per part de Bismarck, a l'esquerra, la reorganització de l'exèrcit i les seves tècniques d'entrenament per part d'Albrecht von Roon (centre) i el redisseny dels principis operatius i estratègics per part d'Helmuth von Moltke (dreta) van situar Prússia entre els estats més poderosos en els afers europeus després de la dècada de 1860.

El rei Frederic Guillem IV va patir un ictus el 1857 i ja no va poder governar. Això va portar el seu germà Guillem a convertir-se en príncep regent del Regne de Prússia el 1858. Mentrestant, Helmuth von Moltke havia esdevingut cap de l'Estat Major prussià el 1857, i Albrecht von Roon es convertiria en ministre de Guerra prussià el 1859. Aquesta reorganització de l'autoritat dins de l'establishment militar prussià tindria importants conseqüències. Von Roon i William (que van tenir un interès actiu en les estructures militars) van començar a reorganitzar l'exèrcit prussià, mentre que Moltke va redissenyar la defensa estratègica de Prússia racionalitzant el comandament operatiu. Les reformes de l'exèrcit prussià (especialment com pagar-les) van causar una crisi constitucional a partir del 1860 perquè tant el parlament com Guillem —a través del seu ministre de guerra— volien controlar el pressupost militar. Guillem, coronat rei Guillem I el 1861, va nomenar Otto von Bismarck ministre-president de Prússia el 1862. Bismarck va resoldre la crisi a favor del ministre de guerra.
La Guerra de Crimea de 1854–55 i la Guerra d'Itàlia de 1859 van interrompre les relacions entre Gran Bretanya, França, Àustria i Rússia. Arran d'aquest desordre, la convergència del redisseny operatiu de von Moltke, la reestructuració de l'exèrcit de von Roon i Wilhelm, i la diplomàcia de Bismarck van influir en el realineament de l'equilibri de poder europeu. Les seves agendes combinades van establir Prússia com la principal potència alemanya mitjançant una combinació de triomfs diplomàtics estrangers —recolzats pel possible ús del poder militar prussià— i un conservadorisme intern temperat pel pragmatisme, que va arribar a ser conegut com a Realpolitik.
Bismarck va expressar l'essència de la Realpolitik en el seu posteriorment famós discurs "Sang i ferro" davant el Comitè de Pressupost de la Cambra de Diputats Prussiana el 30 de setembre de 1862, poc després d'esdevenir Ministre President: "Les grans qüestions de l'època no es resoldran amb discursos i decisions majoritàries —aquest va ser el gran error de 1848 i 1849— sinó amb ferro i sang". Les paraules de Bismarck, "ferro i sang" (o "sang i ferro", com sovint s'atribueix), sovint s'han malversat com a prova d'una set alemanya de sang i poder. En primer lloc, la frase del seu discurs "les grans qüestions del temps no es resoldran amb discursos i decisions majoritàries" sovint s'interpreta com un rebuig del procés polític, un rebuig que Bismarck no defensava. En segon lloc, la seva èmfasi en la sang i el ferro no implicava simplement el poder militar inigualable de l'exèrcit prussià, sinó dos aspectes importants: la capacitat dels diversos estats alemanys per produir ferro i altres materials bèl·lics relacionats i la disposició a utilitzar aquests materials bèl·lics si calgués.
El 1862, quan Bismarck va fer el seu discurs, la idea d'un estat nació alemany amb l'esperit pacífic del pangermanisme havia canviat del caràcter liberal i democràtic de 1848 per adaptar-se a la Realpolitik més conservadora de Bismarck. Bismarck va intentar vincular un estat unificat a la dinastia Hohenzollern, cosa que per a alguns historiadors continua sent una de les principals contribucions de Bismarck a la creació de l'Imperi Alemany el 1871. Mentre que les condicions dels tractats que vinculaven els diversos estats alemanys entre si impedien a Bismarck prendre mesures unilaterals, el polític i diplomàtic que portava dins es va adonar de la impracticabilitat d'això. Per aconseguir la unificació dels estats alemanys, Bismarck necessitava un únic enemic extern que declarés la guerra a un dels estats alemanys primer, proporcionant així un casus belli per reunir tots els alemanys darrere seu. Aquesta oportunitat va sorgir amb l'esclat de la Guerra Francoprussiana el 1870. Els historiadors han debatut durant molt de temps el paper de Bismarck en els esdeveniments que van conduir a la guerra. La visió tradicional, promulgada en gran part per historiadors proprussians de finals del segle XIX i principis del XX, sosté que la intenció de Bismarck sempre va ser la unificació alemanya. Els historiadors posteriors al 1945, però, veuen més oportunisme i cinisme a curt termini en la manipulació de les circumstàncies per part de Bismarck per crear una guerra, en lloc d'un gran pla per unificar un estat nació. Independentment de la motivació, manipulant els esdeveniments de 1866 i 1870, Bismarck va demostrar l'habilitat política i diplomàtica que havia fet que Guillem es convertís en ell el 1862.

De nord a sud: la part danesa de Jutlàndia en porpra i terracota, Schleswig en vermell i marró, i Holstein en groc llima. La Qüestió de Schleswig-Holstein tractava sobre l'estatus d'aquests territoris.

Tres episodis van resultar fonamentals per a la unificació d'Alemanya. Primer, la mort sense hereus masculins de Frederic VII de Dinamarca va conduir a la Guerra dels Ducats el 1864. En segon lloc, la Unificació italiana va proporcionar a Prússia un aliat contra Àustria a la Guerra Austroprussiana de 1866. Finalment, França, per por de l'encerclament dels Hohenzollern, va declarar la guerra a Prússia el 1870, cosa que va provocar la Guerra francoprussiana. Mitjançant una combinació de la diplomàcia i el lideratge polític de Bismarck, la reorganització militar d'Albrecht von Roon i l'estratègia militar de von Moltke, Prússia va demostrar que cap dels signataris europeus del tractat de pau de 1815 podia garantir l'esfera d'influència d'Àustria a l'Europa central, aconseguint així l'hegemonia prussiana a Alemanya i posant fi al debat sobre el dualisme.

### La qüestió de Schleswig-Holstein
El primer episodi de la saga de la unificació alemanya sota Bismarck va arribar amb la Qüestió de Schleswig-Holstein. El 15 de novembre de 1863, Cristià IX es va convertir en rei de Dinamarca i duc de Schleswig, Holstein i Lauenburg, que el rei danès mantenia en unió personal. El 18 de novembre de 1863, va signar la Constitució danesa de novembre, que va substituir la Llei de Sjælland i la Llei de Jutlàndia, la qual cosa significava que la nova constitució s'aplicava al Ducat de Schleswig. La Confederació Germànica va veure aquest acte com una violació del Protocol de Londres de 1852, que emfatitzava l'estatus del Regne de Dinamarca com a diferent dels tres ducats independents. La Confederació Alemanya podia utilitzar les ètnies de la zona com a crit de guerra: Holstein i Lauenburg eren majoritàriament d'origen alemany i parlaven alemany a la vida quotidiana, mentre que Schleswig tenia una població i una història daneses importants. Els intents diplomàtics per aconseguir la derogació de la Constitució de novembre van fracassar, i els combats van començar quan les tropes prussiennes i austríaques van travessar el riu Eider l'1 de febrer de 1864.
Inicialment, els danesos van intentar defensar el seu país utilitzant una antiga muralla de terra coneguda com a Danevirke, però això va resultar inútil. Els danesos no eren rivals per a les forces combinades de Prussia i Austríaca i el seu armament modern. La pistola d'agulla, un dels primers rifles de forrellat que es va utilitzar en un conflicte, va ajudar els prussians tant en aquesta guerra com en la Guerra Austroprussiana dos anys més tard. El rifle permetia a un soldat prussià disparar cinc trets mentre estava estirat a terra, mentre que el seu homòleg de càrrega frontal només podia disparar un tret i s'havia de recarregar mentre estava dret. La Segona Guerra de Schleswig va resultar en la victòria dels exèrcits combinats de Prússia i Àustria, i els dos països van guanyar el control de Schleswig i Holstein en el tractat de Viena, signada el 30 d'octubre de 1864.

### Guerra entre Àustria i Prússia, 1866
Després de la derrota d'Àustria a la Guerra austroprussiana entre la Confederació Alemanya dirigida per l'Imperi austríac i els seus aliats alemanys en un costat i el Regne de Prússia amb els seus aliats alemanys i Itàlia, per un altre, causada per la disputa sobre l'administració dels ducats de Slesvig i Holstein, en 1866 va ser dissolta la Confederació Alemanya, i el 1867 es va establir la Confederació d'Alemanya del Nord sense integrar a Àustria ni els grans estats del sud.
Amb la derrota francesa a la Guerra francoprussiana de 1870 i 1871 s'incorporen a l'imperi els territoris germanoparlants, fins aleshores francesos, d'Alsàcia i Lorena pel Tractat de Frankfurt. El 1871 Guillem I fou proclamat emperador d'Alemanya. Posteriorment van passar a l'imperi els territoris alemanys de Baviera, Württemberg, Baden i Hessen-Darmstadt.

Situació en el moment de l'esclat de la guerra:
Prússia
Àustria
Aliats de Prússia
Aliats d'Àustria
Membres neutrals de la Confederació Alemanya
Sota administració conjunta (Schleswig-Holstein)

El segon episodi dels esforços d'unificació de Bismarck va tenir lloc el 1866. En concert amb la recentment formada Itàlia, Bismarck va crear un entorn diplomàtic en què Àustria va declarar la guerra a Prússia. El dramàtic preludi de la guerra va tenir lloc principalment a Frankfurt, on les dues potències afirmaven parlar en nom de tots els estats alemanys al parlament. L'abril de 1866, el representant prussià a Florència va signar un acord secret amb el govern italià, comprometent cada estat a ajudar l'altre en una guerra contra Àustria. L'endemà, el delegat prussià a l'assemblea de Frankfurt va presentar un pla que demanava una constitució nacional, una Dieta nacional elegida directament i sufragi universal. Els liberals alemanys eren justificadament escèptics respecte a aquest pla, havent presenciat la difícil i ambigua relació de Bismarck amb el Landtag (Parlament Estatal) prussià, una relació caracteritzada per les aferraments i les contundences de Bismarck amb els representants. Aquests escèptics van veure la proposta com una estratagema per augmentar el poder prussià en lloc d'una agenda progressista de reforma.

### Triar bàndol
El debat sobre la constitució nacional proposada va quedar sense sentit quan les notícies dels moviments de tropes italianes al Tirol i prop de la frontera veneciana van arribar a Viena l'abril de 1866. El govern austríac va ordenar la mobilització parcial a les regions del sud; els italians van respondre ordenant la mobilització completa. Malgrat les crides al pensament i l'acció racionals, Itàlia, Prússia i Àustria van continuar precipitant-se cap al conflicte armat. L'1 de maig, Wilhelm va donar a von Moltke el comandament de les forces armades prussianes, i l'endemà va començar la mobilització a gran escala.
En el conflicte, el grup d'estats de mida mitjana, coneguts com a Mittelstaaten (Baviera, Württemberg, els grans ducats de Baden i Hessen, i els ducats de Saxònia-Weimar, Saxònia-Meiningen, Saxònia-Coburg i Nassau), van donar suport a la desmobilització completa dins de la Confederació. Aquests governs individuals van rebutjar la potent combinació de promeses temptadores i amenaces subtils (o directes) que Bismarck va utilitzar per intentar obtenir el seu suport contra els Habsburg. El gabinet de guerra prussià va entendre que els seus únics partidaris entre els estats alemanys contra els Habsburg eren dos petits principats que limitaven amb Brandenburg i que tenien poca força militar ni influència política: els Grans Ducats de Mecklenburg-Schwerin i Mecklenburg-Strelitz. També van entendre que l'únic aliat de Prússia a l'estranger era Itàlia.
L'oposició a les tàctiques contundents de Prússia va sorgir en altres grups socials i polítics. Arreu dels estats alemanys, els ajuntaments, els parlamentaris liberals que afavorien un estat unificat i les cambres de comerç —que veurien grans beneficis de la unificació— es van oposar a qualsevol guerra entre Prússia i Àustria. Creien que qualsevol conflicte d'aquest tipus només serviria als interessos de les dinasties reials. Els seus propis interessos, que entenien com a "civils" o "burgesos", semblaven irrellevants. L'opinió pública també s'oposava al domini prussià. Les poblacions catòliques al llarg del Rin —especialment en regions cosmopolites com Colònia i la densament poblada vall del Ruhr— van continuar donant suport a Àustria. A finals de primavera, els estats més importants es van oposar a l'intent de Berlín de reorganitzar els estats alemanys per la força. El gabinet prussià veia la unitat alemanya com una qüestió de poder i una qüestió de qui tenia la força i la voluntat per exercir aquest poder. Mentrestant, els liberals de l'assemblea de Frankfurt veien la unitat alemanya com un procés de negociació que conduiria a la distribució del poder entre els molts partits.

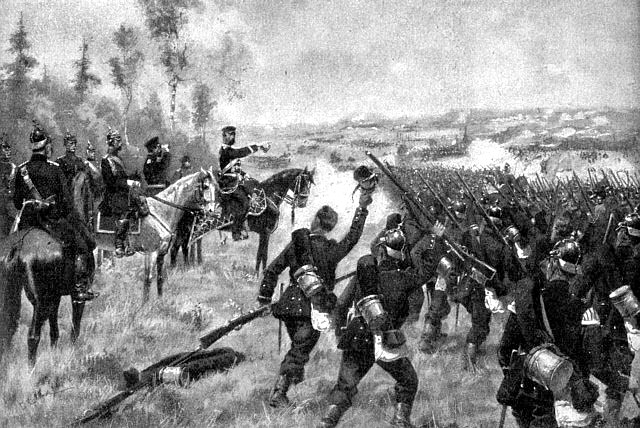
El príncep prussià Friedrich Carl ordena a les seves tropes entusiastes que ataquin a la batalla de Königgrätz

### Àustria aïllada
Tot i que diversos estats alemanys inicialment es van posicionar amb Àustria, van romandre a la defensiva i no van aconseguir prendre iniciatives efectives contra les tropes prussianes. Per tant, l'exèrcit austríac es va enfrontar a l'exèrcit prussià tecnològicament superior amb només el suport de Saxònia. França va prometre ajuda, però va arribar tard i va ser insuficient. Complicant la situació per a Àustria, la mobilització italiana a la frontera sud d'Àustria va requerir un desviament de forces de la batalla amb Prússia per lluitar la Tercera Guerra d'Independència Italiana en un segon front al Vèneto i al mar Adriàtic.

Conseqüències de la guerra:
Prússia
Territoris annexionats per Prússia
Aliats de Prússia
Àustria
Aliats d'Àustria
Membres neutrals de la Confederació Alemanya

Una pau ràpida era essencial per evitar que Rússia entrés en el conflicte del costat d'Àustria. A la batalla de Königgrätz, que va durar un dia i prop del poble de Sadová, Friedrich Carl i les seves tropes van arribar tard i al lloc equivocat. Un cop va arribar, però, va ordenar a les seves tropes que entressin immediatament a la baralla. La batalla va ser una victòria decisiva per a Prússia i va obligar els Habsburg a posar fi a la guerra amb la desfavorable Pau de Praga, preparant les bases per a la solució de Kleindeutschland (petita Alemanya), o "Alemanya sense Àustria".

## Fundació d'un estat unificat
| «                                                               | En geografia política no hi ha cap Alemanya pròpiament dita. Hi ha regnes i grans ducats, i ducats i principats, habitats per alemanys, i cadascun [és] governat per separat per un sobirà independent amb tota la maquinària de l'Estat. Tanmateix, hi ha un corrent subjacent natural que tendeix a un sentiment nacional i a una unió dels alemanys en una gran nació, governada per un cap comú com a unitat nacional. | » |
| — article de The New York Times publicat l'1 de juliol de 1866, | |   |

### Pau de Praga i la Confederació Alemanya del Nord
La Pau de Praga va segellar la dissolució de la Confederació Germànica. El seu antic estat principal, l'Imperi Austríac, va ser exclòs, juntament amb la majoria dels seus aliats, del Tractat de la Confederació d'Alemanya del Nord, patrocinat per Prússia, que va annexionar directament Hannover, Hessen-Kassel, Nassau i la ciutat de Frankfurt, mentre que Hessen Darmstadt va perdre part del territori però va mantenir la seva condició d'estat. Al mateix temps, el bressol original de l'estat prussià a la Prússia Oriental, així com els territoris de parla polonesa o caixubia controlats per prussians de la província de Posen i la Prússia Occidental, van ser formalment annexionats a la Confederació Alemanya del Nord, i per tant a Alemanya.
Gràcies a la victòria militar, Prússia, sota la influència de Bismarck, havia superat la resistència activa d'Àustria a la idea d'una Alemanya unificada. Els estats al sud del riu Main (Baden, Württemberg i Baviera) van signar tractats separats que els obligaven a pagar indemnitzacions i a formar aliances que els portaven a l'esfera d'influència de Prússia. La influència d'Àustria sobre els estats alemanys potser s'havia trencat, però la guerra també va esmicolar l'esperit d'unitat pangermànica, ja que molts estats alemanys estaven ressentits per la política de poder prussiana.

### Itàlia unificada i el Compromís Austrohongarès
La Pau de Praga va oferir condicions indulgents a Àustria, però la seva relació amb el nou estat nació d'Itàlia va patir una important reestructuració. Tot i que els austríacs van tenir molt més èxit en el camp militar contra les tropes italianes, la monarquia va perdre la important província de Venècia. Els Habsburg van cedir Venècia a França, que després va transferir formalment el control a Itàlia.
La fi del domini austríac dels estats alemanys va desplaçar l'atenció d'Àustria cap als Balcans. La realitat de la derrota d'Àustria també va provocar una reavaluació de les divisions internes, l'autonomia local i el liberalisme. El 1867, l'emperador austríac Francesc Josep va acceptar un acord (el Compromís Austrohongarès de 1867) en què donava a les seves possessions hongareses el mateix estatus que als seus dominis austríacs, creant la Monarquia Dual d'Àustria-Hongria.

### Guerra amb França
El públic francès es va ressentir de la victòria prussiana i va exigir la Revanche pour Sadová ("Venjança per Sadova"), que il·lustrava el sentiment antiprussià a França, un problema que s'acceleraria en els mesos previs a la Guerra Francoprussiana. La guerra austroprussiana també va perjudicar les relacions amb el govern francès. En una reunió a Biarritz el setembre de 1865 amb Napoleó III, Bismarck havia deixat entendre (o Napoleó havia cregut que ho havia entès) que França podria annexionar parts de Bèlgica i Luxemburg a canvi de la seva neutralitat a la guerra. Aquestes annexions no es van dur a terme, cosa que va provocar animositat de Napoleó envers Bismarck.

### Antecedents
El 1870, tres de les lliçons importants de la guerra austroprussiana s'havien fet evidents. La primera lliçó va ser que, mitjançant la força de les armes, un estat poderós podia desafiar les antigues aliances i esferes d'influència establertes el 1815. En segon lloc, mitjançant maniobres diplomàtiques, un líder hàbil podria crear un entorn en què un estat rival declarés la guerra primer, obligant així els estats aliats amb la "víctima" de l'agressió externa a acudir en ajuda del líder. Finalment, com que la capacitat militar prussiana superava amb escreix la d'Àustria, Prússia era clarament l'únic estat dins de la Confederació (o entre els estats alemanys en general) capaç de protegir-los a tots de possibles interferències o agressions. El 1866, la majoria dels estats alemanys de mida mitjana s'havien oposat a Prússia, però el 1870 aquests estats havien estat coaccionats i persuadits per establir aliances mútuament protectores amb Prússia. Si un estat europeu declararia la guerra a un dels seus membres, tots sortirien en defensa de l'estat atacat. Amb una hàbil manipulació de la política europea, Bismarck va crear una situació en què França faria el paper d'agressor en els afers alemanys, mentre que Prússia faria el de protectora dels drets i les llibertats alemanyes.
Al Congrés de Viena de 1815, Metternich i els seus aliats conservadors havien restablert la monarquia espanyola sota el rei Ferran VII. Durant els següents quaranta anys, les grans potències van donar suport a la monarquia espanyola, però els esdeveniments de 1868 posarien a prova encara més el vell sistema, proporcionant finalment el detonant extern que Bismarck necessitava.

### Preludi espanyol
Una revolució a Espanya va enderrocar la reina Isabel II, i el tron va romandre buit mentre Isabel va viure en un exili sumptuós a París. Els espanyols, a la recerca d'un successor catòlic adequat, havien ofert el càrrec a tres prínceps europeus, cadascun dels quals va ser rebutjat per Napoleó III, que exercia de poder regional. Finalment, el 1870 la Regència va oferir la corona a Leopold de Hohenzollern-Sigmaringen, un príncep de la línia cadet catòlica Hohenzollern. El furor resultant ha estat batejat pels historiadors com la candidatura Hohenzollern. Durant les setmanes següents, l'oferta espanyola es va convertir en les enraonies d'Europa. Bismarck va animar Leopold a acceptar l'oferta. Una instal·lació reeixida d'un rei Hohenzollern-Sigmaringen a Espanya significaria que dos països a banda i banda de França tindrien reis alemanys d'ascendència Hohenzollern. Això podia haver estat una perspectiva agradable per a Bismarck, però era inacceptable ni per a Napoleó III ni per a Agenor, duc de Gramont, el seu ministre d'afers exteriors. Gramont va escriure un ultimàtum ben formulat a Guillem, com a cap de la família Hohenzollern, afirmant que si algun príncep Hohenzollern acceptava la corona d'Espanya, el govern francès respondria, tot i que va deixar ambigua la naturalesa d'aquesta resposta. El príncep es va retirar com a candidat, desactivant així la crisi, però l'ambaixador francès a Berlín no va deixar que el problema s'esvaís. Es va dirigir directament al rei prussià mentre Guillem estava de vacances a Ems Spa, exigint que el rei publiqués una declaració dient que mai no donaria suport a la instal·lació d'un Hohenzollern al tron d'Espanya. Guillem es va negar a fer una declaració tan àmplia i va enviar a Bismarck un telegrama on descrivia les demandes franceses. Bismarck va utilitzar el telegrama del rei, anomenat Despatx d'Ems, com a plantilla per a una breu declaració a la premsa. Amb la redacció escurçada i afinada per Bismarck —i amb més alteracions fetes durant la traducció per l'agència francesa Havas—, l'Ems Dispatch va aixecar un furor a França. El públic francès, encara irritat per la derrota a Sadová, va exigir la guerra.

### Hostilitats obertes i el desastrós final del Segon Imperi Francès

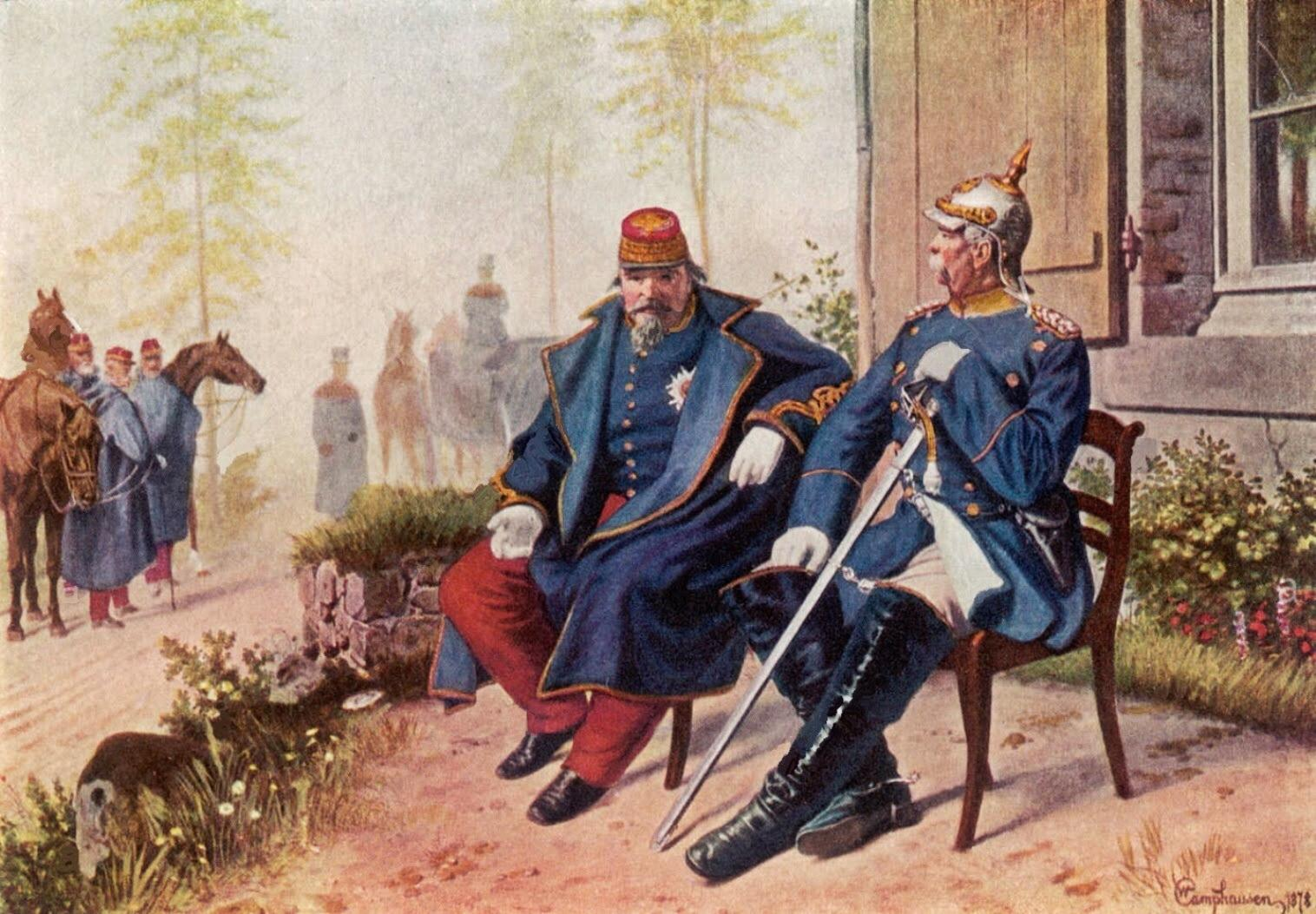
L'emperador Napoleó III (esquerra) a Sedan, el 2 de setembre de 1870, assegut al costat del canceller prussià Otto von Bismarck, sostenint l'espasa rendida de Napoleó. La derrota de l'exèrcit francès va desestabilitzar el règim de Napoleó; una revolució a París va establir la Tercera República Francesa i la guerra va continuar.

Napoleó III havia intentat obtenir concessions territorials d'ambdues parts abans i després de la Guerra Austroprussiana, però malgrat el seu paper de mediador durant les negociacions de pau, no va aconseguir res. Aleshores esperava que Àustria s'unís a una guerra de venjança i que els seus antics aliats, en particular els estats del sud d'Alemanya de Baden, Württemberg i Baviera, s'unissin a la causa. Aquesta esperança resultaria fútil, ja que el tractat de 1866 va entrar en vigor i va unir militarment —si no feliçment— tots els estats alemanys per lluitar contra França. En lloc d'una guerra de venjança contra Prússia, amb el suport de diversos aliats alemanys, França va emprendre una guerra contra tots els estats alemanys sense cap aliat propi.
La reorganització de l'exèrcit per von Roon i l'estratègia operativa de Moltke es van combinar contra França amb gran efecte. La velocitat de la mobilització prussiana va sorprendre els francesos, i la capacitat prussiana de concentrar el poder en punts específics —que recordava les estratègies de Napoleó I setanta anys abans— va aclaparar la mobilització francesa. Utilitzant la seva xarxa ferroviària, dissenyada de manera eficient, les tropes prussiennes van ser portades a les zones de batalla descansades i preparades per lluitar, mentre que les tropes franceses havien de marxar distàncies considerables per arribar a les zones de combat. Després de diverses batalles, en particular les de Spicheren, Wörth, Mars la Tour i Gravelotte, els prussians van derrotar els principals exèrcits francesos i van avançar cap a la ciutat principal de Metz i la capital francesa de París. Van capturar Napoleó III i van fer presoners tot un exèrcit a Sedan l'1 de setembre de 1870.

### Proclamació de l'Imperi Alemany

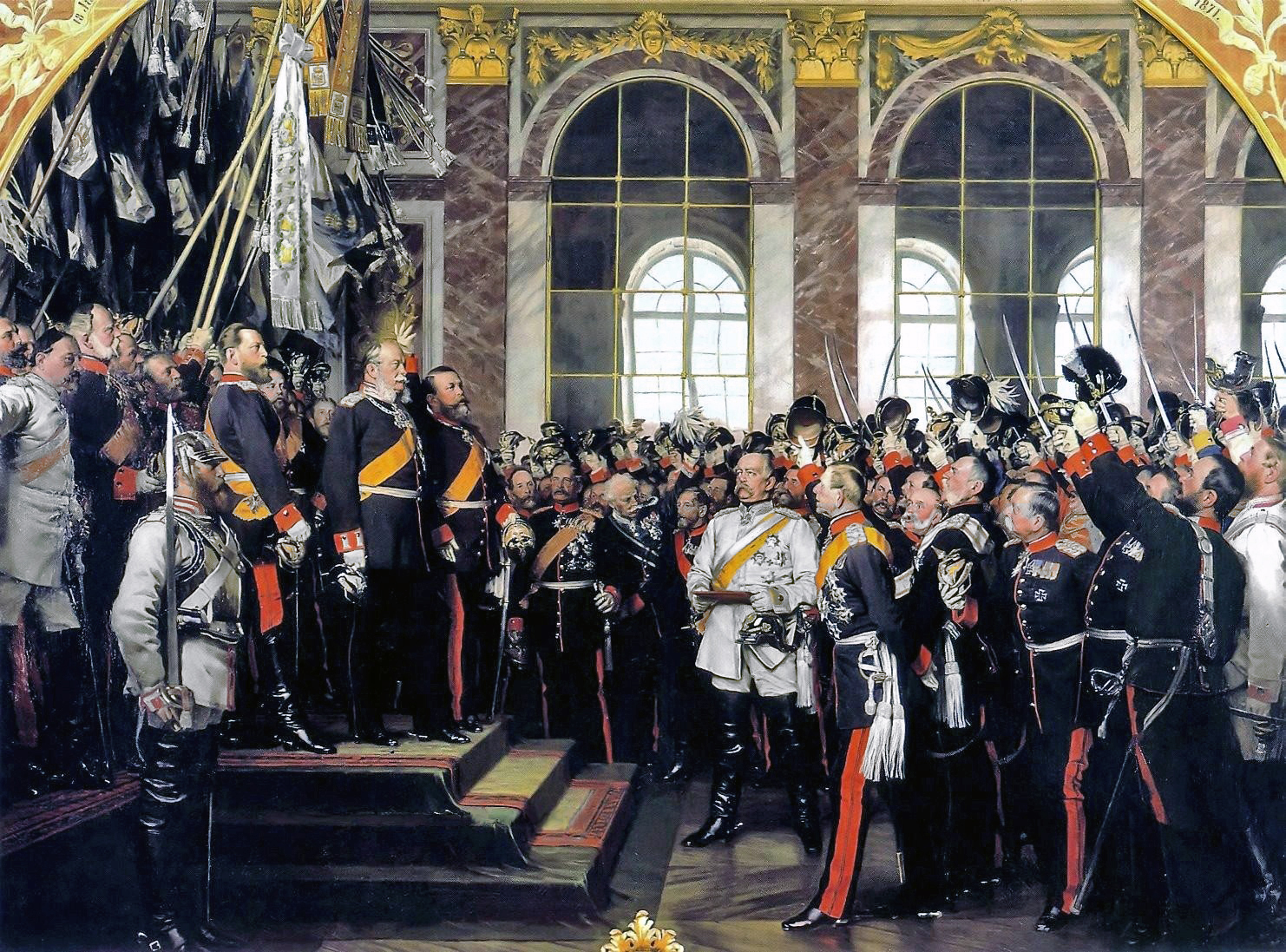
18 de gener de 1871: Proclamació de l'Imperi Alemany al Saló dels Miralls del Palau de Versalles. Bismarck apareix de blanc. El Gran Duc de Baden es troba al costat de Guillem, encapçalant els aplaudiments. El príncep hereu Frederic, més tard Frederic III, es troba a la dreta del seu pare. Pintura d'Anton von Werner.

La humiliant captura de l'emperador francès i la pèrdua del mateix exèrcit francès, que va marxar cap a un campament improvisat al Saarland ("Camp Misèria"), van sucar el govern francès en la crisi; els enèrgics opositors de Napoleó van enderrocar el seu govern i van proclamar la Tercera República "En els dies posteriors a Sedan, els enviats prussians es van reunir amb els francesos i van exigir una gran indemnització en efectiu, així com la cessió d'Alsàcia i Lorena. Tots els partits a França van rebutjar els termes, insistint que qualsevol armistici es forgés "sobre la base de la integritat territorial". "França, en altres paraules, pagaria reparacions per haver començat la guerra, però, en la famosa frase de Jules Favre, "no cediria ni un terròs de la nostra terra ni una pedra de les nostres fortaleses"  L'alt comandament alemany esperava una obertura de pau dels francesos, però la nova república es va negar a rendir-se. L'exèrcit prussià va assetjar París i la va mantenir assetjada fins a mitjans de gener, amb la ciutat "bombardejada ineficaçment". No obstant això, al gener, els alemanys van disparar uns 12.000 projectils, 300-400 granades diàries contra la ciutat. El 18 de gener de 1871, els prínceps i els comandants militars superiors alemanys van proclamar Guillem "emperador alemany" al Saló dels Miralls del Palau de Versalles. En virtut del posterior Tractat de Frankfurt, França va renunciar a la majoria de les seves regions tradicionalment alemanyes (Alsàcia i la part de parla alemanya de Lorena), va pagar una indemnització, calculada (sobre la base de la població) com l'equivalent precís de la indemnització que Napoleó Bonaparte va imposar a Prússia el 1807, i va acceptar l'administració alemanya de París i la major part del nord de França, amb "les tropes alemanyes que es retirarien etapa per etapa amb cada pagament de la indemnització".

### La guerra com a "pedra culminant del procés d'unificació"
La victòria a la guerra francoprussiana va ser la pedra angular del procés d'unificació. A la primera meitat de la dècada de 1860, Àustria i Prússia van lluitar per parlar en nom dels estats alemanys; ambdues van sostenir que podien donar suport als interessos alemanys a l'estranger i protegir els interessos alemanys a casa. En respondre a la Qüestió de Schleswig-Holstein, tots dos van demostrar ser igualment diligents en fer-ho. Després de la victòria sobre Àustria el 1866, Prússia va començar a afirmar internament la seva autoritat per parlar en nom dels estats alemanys i defensar els interessos alemanys, mentre que Àustria va començar a dirigir cada cop més la seva atenció a les possessions dels Balcans. La victòria sobre França el 1871 va expandir l'hegemonia prussiana als estats alemanys (a part d'Àustria) a nivell internacional. Amb la proclamació de Guillem com a kàiser, Prússia va assumir el lideratge del nou imperi. Els estats del sud es van incorporar oficialment a una Alemanya unificada amb el Tractat de Versalles de 1871 (signat el 26 de febrer de 1871; ratificat posteriorment amb el Tractat de Frankfurt del 10 de maig de 1871), que va posar fi formalment a la guerra. Tot i que Bismarck havia liderat la transformació d'Alemanya d'una confederació flexible a un estat nació federal, no ho havia fet sol. La unificació es va aconseguir basant-se en una tradició de col·laboració legal sota el Sacre Imperi Romanogermànic i en la col·laboració econòmica a través del Zollverein. Les dificultats del Vormärz, l'impacte dels liberals de 1848, la importància de la reorganització militar de von Roon i la brillantor estratègica de von Moltke van contribuir a la unificació política. «Einheit – unitat – es va aconseguir a costa de Freiheit – llibertat. L'Imperi Alemany es va convertir», en paraules de Karl Marx, «en un despotisme militar embolicat en formes parlamentàries amb un ingredient feudal, influenciat per la burgesia, adornat amb buròcrates i custodiat per la policia». De fet, molts historiadors veurien la «fugida a la guerra» d'Alemanya el 1914 com una fugida de totes les contradiccions polítiques internes forjades per Bismarck a Versalles a la tardor de 1870.

### Unificació política i administrativa interna
El nou Imperi Alemany incloïa 26 entitats polítiques: vint-i-cinc estats constituents (o Bundesstaaten) i un territori imperial (o Reichsland ). Va dur a terme la Kleindeutsche Lösung ("Solució alemanya menor", amb l'exclusió d'Àustria) en contraposició a una Großdeutsche Lösung o "Solució alemanya major", que hauria inclòs Àustria. Unificar diversos estats en una sola nació va requerir més que algunes victòries militars, per molt que aquestes haguessin pogut augmentar la moral. També va requerir un replantejament dels comportaments polítics, socials i culturals i la construcció de noves metàfores sobre "nosaltres" i "ells". Qui eren els nous membres d'aquesta nova nació? Què representaven? Com s'havien d'organitzar?

###### Estats constituents de l'Imperi
Tot i que sovint es caracteritza com una federació de monarques, l'Imperi Alemany, en sentit estricte, federava un grup de 26 entitats constituents amb diferents formes de govern, que anaven des de les quatre principals monarquies constitucionals fins a les tres ciutats hanseàtiques republicanes.

###### Estructura política de l'Imperi
La Constitució del nord d'Alemanya de 1866 es va convertir (amb alguns ajustaments semàntics) en la Constitució de l'Imperi Alemany de 1871. Amb aquesta constitució, la nova Alemanya va adquirir alguns trets democràtics: en particular la Dieta Imperial, que —a diferència del parlament de Prússia— donava als ciutadans representació sobre la base d'eleccions per sufragi directe i igual de tots els homes que haguessin complert els 25 anys. A més, les eleccions generalment no van tenir gaires embolics, cosa que va generar orgull al parlament nacional. Tanmateix, la legislació requeria el consentiment del Bundesrat, el consell federal de diputats dels estats, en el qual Prússia tenia una poderosa influència; Prússia podia nomenar 17 dels 58 delegats amb només 14 vots necessaris per a un veto. Prússia, doncs, exercia influència en ambdós organismes, amb el poder executiu investit en el rei prussià com a kàiser, que nomenava el canceller federal. El canceller era responsable únicament davant l'emperador i servia completament a la seva discreció. Oficialment, el canceller funcionava com un gabinet unipersonal i era responsable de la direcció de tots els afers estatals; a la pràctica, els secretaris d'estat (alts funcionaris burocràtics encarregats de camps com les finances, la guerra, els afers exteriors, etc.) actuaven com a ministres de cartera no oficials. Amb l'excepció dels anys 1872–1873 i 1892–1894, el canceller imperial sempre va ser simultàniament el primer ministre del regne hegemònic de la dinastia imperial, Prússia. La Dieta Imperial tenia el poder d'aprovar, esmenar o rebutjar projectes de llei, però no podia iniciar legislació. (El poder d'iniciar la legislació residia en el canceller.) Els altres estats van conservar els seus propis governs, però les forces militars dels estats més petits van passar a estar sota control prussià. Els exèrcits dels estats més grans (com ara els regnes de Baviera i Saxònia ) van conservar certa autonomia, però van sotmetre's a reformes importants per coordinar-se amb els principis militars prussians i van passar a estar sota el control del govern federal en temps de guerra.

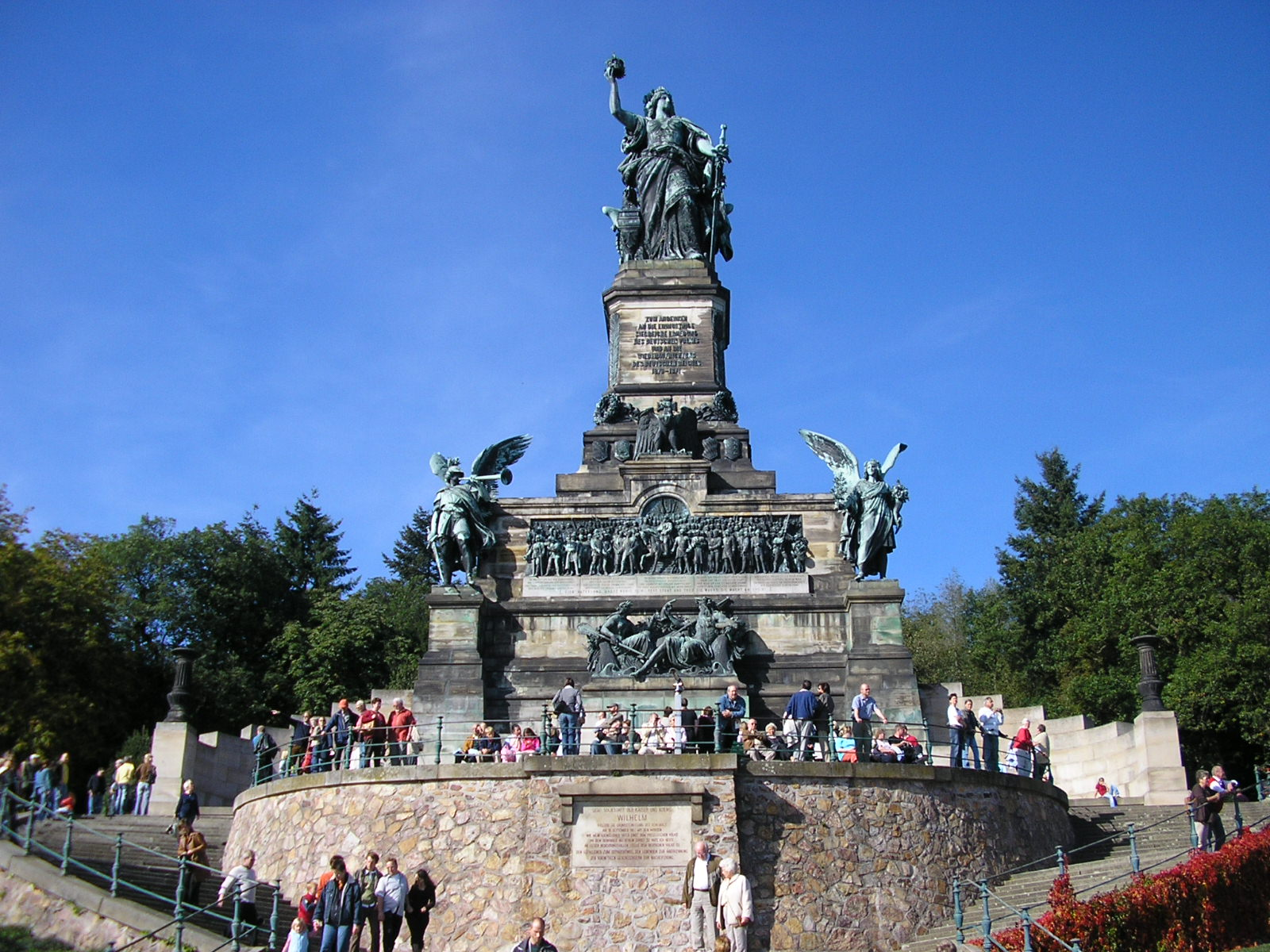
Germania, també anomenada Monument de Niederwald, va ser erigida el 1877–83 a Rüdesheim.

###### Arguments històrics i anatomia social de l'Imperi
La hipòtesi de Sonderweg atribuïa el difícil segle XX d'Alemanya a la feble base política, jurídica i econòmica del nou imperi. Les elits terratinents prussianes, els Junkers, van conservar una part substancial del poder polític a l'estat unificat. La hipòtesi de Sonderweg va atribuir el seu poder a l'absència d'un avenç revolucionari per part de les classes mitjanes, o dels camperols en combinació amb els treballadors urbans, el 1848 i de nou el 1871. Investigacions recents sobre el paper de la Gran Burgesia —que incloïa banquers, comerciants, industrials i emprenedors— en la construcció del nou estat han refutat en gran manera l'afirmació del domini polític i econòmic dels Junkers com a grup social. Aquesta nova investigació ha demostrat la importància de les classes mercantils de les ciutats hanseàtiques i del lideratge industrial (aquest últim particularment important a Renània) en el desenvolupament continu del Segon Imperi.
Estudis addicionals de diferents grups a l'Alemanya guillermina han contribuït a una nova visió del període. Tot i que els Junkers van continuar controlant el cos d'oficials, no dominaven els assumptes socials, polítics i econòmics tant com havien plantejat els teòrics del Sonderweg. El poder dels Junkers orientals tenia un contrapès a les províncies occidentals en forma de la Gran Burgesia i en la creixent classe professional de buròcrates, professors, metges, advocats, científics, etc.

## Més enllà del mecanisme polític: formar una nació

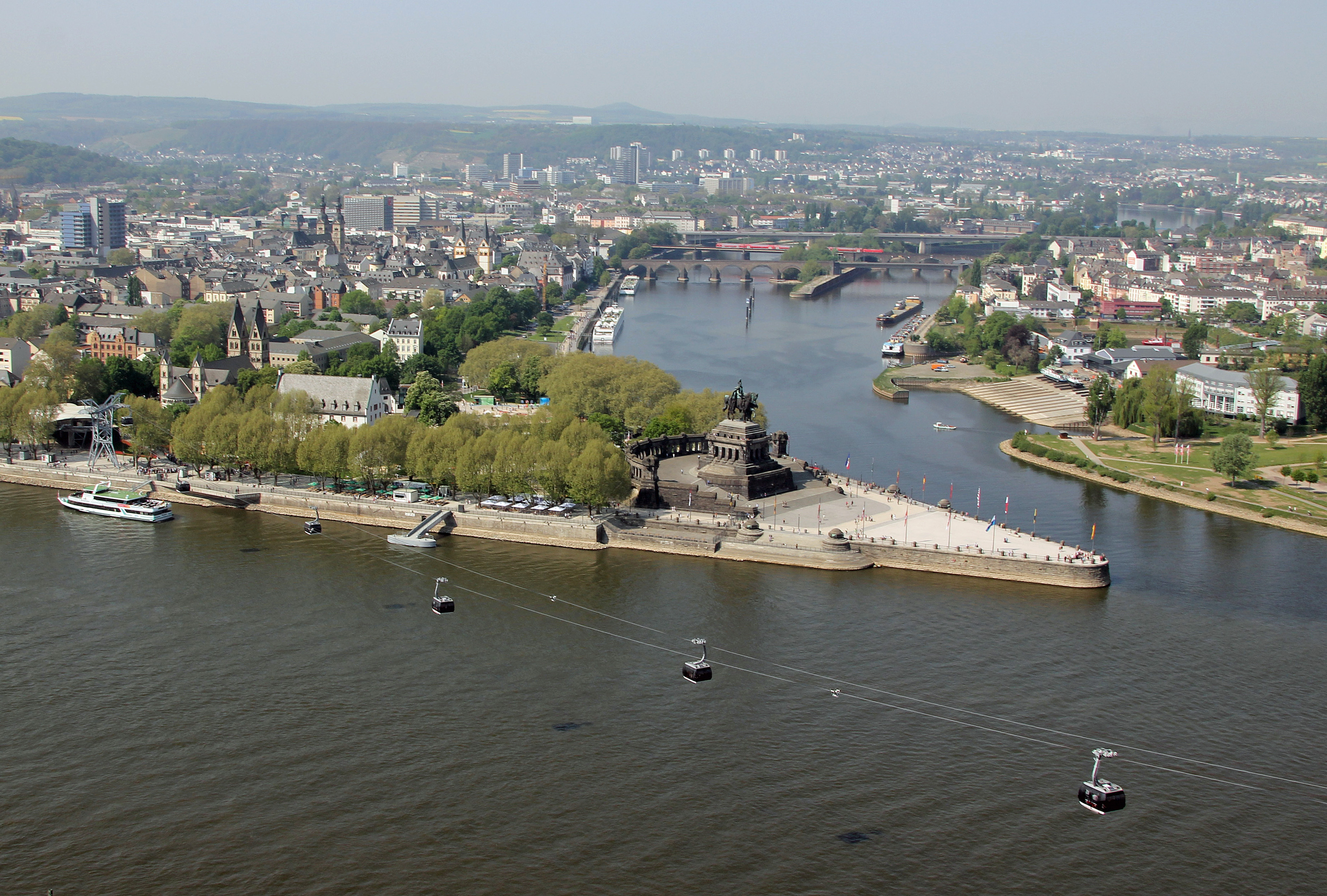
Monument al kàiser Guillem, a Coblença, on el riu Mosel·la (riu superior) es troba amb el riu Rin (riu inferior), anomenat Deutsches Eck, o el racó alemany

Si els mítings de Wartburg i Hambach no tenien una constitució ni un aparell administratiu, aquest problema es va abordar entre 1867 i 1871. Tot i això, tal com van descobrir els alemanys, els grans discursos, les banderes i les multituds entusiastes, una constitució, una reorganització política i la provisió d'una superestructura imperial; i la Unió Duanera revisada de 1867–68, encara no van convertir en una nació.

### Cultura

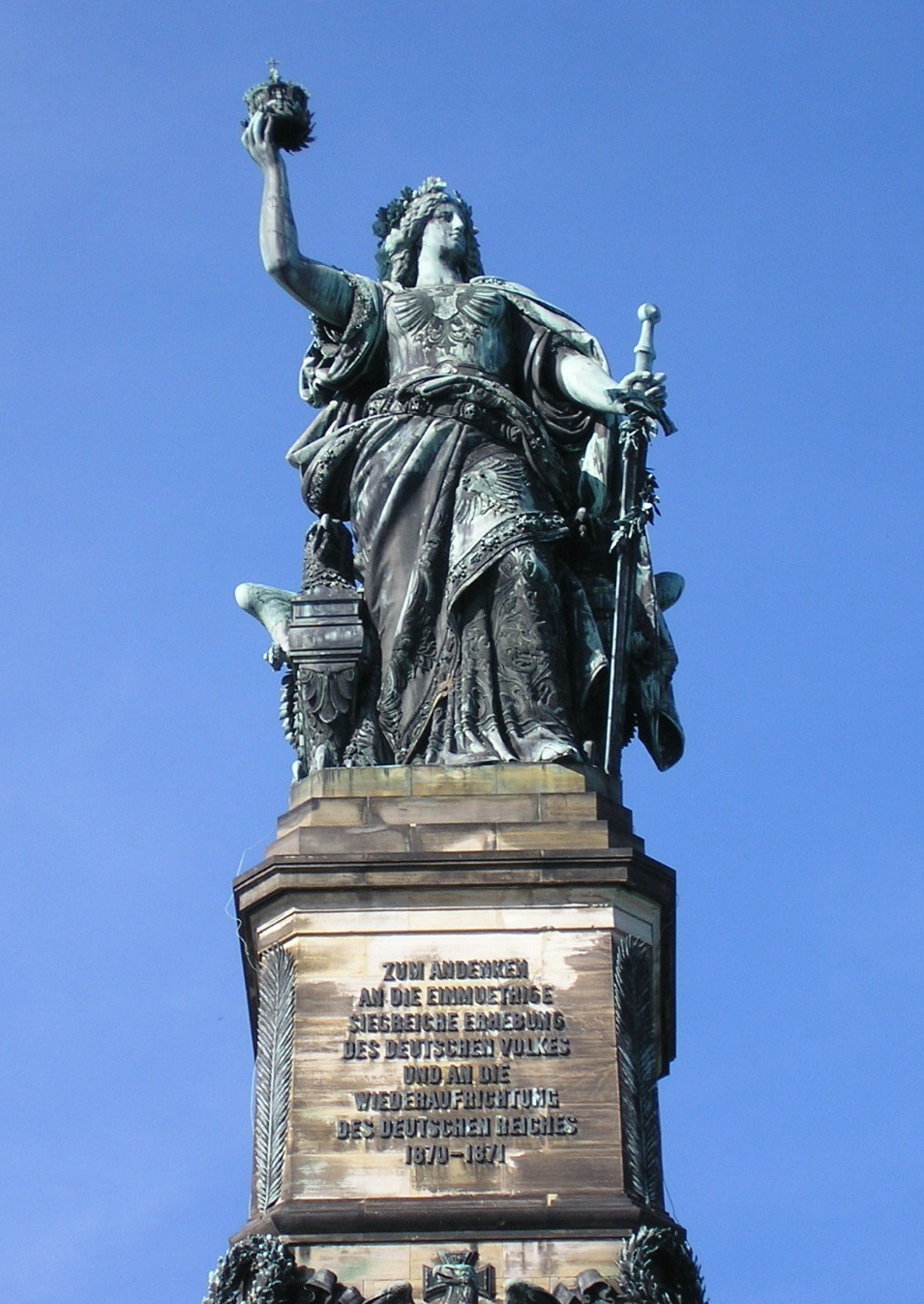
En aquest primer pla del monument de Niederwald (vegeu la vista general a dalt), Germania s'alça 40 m per sobre de la ciutat de Rüdesheim. Porta una corona a la mà dreta i una espasa al costat. El Niederwald Germania va ser erigit entre 1877 i 1883.

Per a alguns alemanys, la definició de nació no incloïa el pluralisme, i els catòlics en particular van ser objecte d'escrutini; alguns alemanys, i especialment Bismarck, temien que la connexió dels catòlics amb el papat els fes menys lleials a la nació. Com a canceller, Bismarck va intentar, sense gaire èxit, limitar la influència de l'Església Catòlica Romana i del seu braç polític, el Partit Catòlic de Centre, a les escoles i a les polítiques relacionades amb l'educació i la llengua. El Partit Catòlic de Centre va romandre particularment ben arrelat als bastions catòlics de Baviera i el sud de Baden, i a les zones urbanes que tenien una alta població de treballadors rurals desplaçats que buscaven feina a la indústria pesant, i va intentar protegir els drets no només dels catòlics, sinó també d'altres minories, inclosos els polonesos i les minories franceses a les terres alsacianes. Les Lleis de maig de 1873 van posar el nomenament de sacerdots i la seva educació sota el control de l'estat, cosa que va provocar el tancament de molts seminaris i una escassetat de sacerdots. La Kulturkampf de 1875 va abolir els ordes religiosos, va posar fi a les subvencions estatals a l'Església Catòlica i va eliminar les proteccions religioses de la constitució prussiana.

### Integració de la comunitat jueva
Els jueus germanitzats van continuar sent una altra població vulnerable en el nou estat nació alemany. Des del 1780, després de l'emancipació per part de l'emperador del Sacre Imperi Romanogermànic Josep II, els jueus dels antics territoris dels Habsburg havien gaudit de considerables privilegis econòmics i legals que els seus homòlegs d'altres territoris de parla alemanya no tenien: podien posseir terres, per exemple, i no havien de viure en un barri jueu (també anomenat Gueto (Judengasseo o "carreró dels jueus"). També podien anar a la universitat i exercir professions. Durant les èpoques revolucionària i napoleònica, moltes de les barreres anteriorment fortes entre jueus i cristians es van trencar. Napoleó havia ordenat l'emancipació dels jueus a tots els territoris sota hegemonia francesa. Igual que els seus homòlegs francesos, els jueus alemanys rics patrocinaven salons; en particular, diverses salonnières jueves van celebrar reunions importants a Frankfurt i Berlín durant les quals els intel·lectuals alemanys van desenvolupar la seva pròpia forma d'intel·lectualisme republicà. Al llarg de les dècades següents, començant gairebé immediatament després de la derrota dels francesos, la reacció contra la barreja de jueus i cristians va limitar l'impacte intel·lectual d'aquests salons. Més enllà dels salons, els jueus van continuar un procés de germanització en què van adoptar intencionadament maneres de vestir i parlar alemanyes, treballant per inserir-se en l'esfera pública alemanya emergent del segle XIX. El moviment de reforma religiosa entre els jueus alemanys va reflectir aquest esforç.
Durant els anys de la unificació, els jueus alemanys van tenir un paper important en els fonaments intel·lectuals de la vida professional, intel·lectual i social alemanya. L'expulsió dels jueus de Rússia a les dècades de 1880 i 1890 va complicar la seva integració a l'esfera pública alemanya. Els jueus russos van arribar a les ciutats del nord d'Alemanya per milers; considerablement menys educats i menys rics, la seva pobresa sovint terrible va consternar molts dels jueus germanitzats. Molts dels problemes relacionats amb la pobresa (com ara malalties, habitatges superpoblats, atur, absentisme escolar, rebuig a aprendre alemany, etc.) van emfatitzar el seu caràcter distintiu no només per als alemanys cristians, sinó també per a les poblacions jueves locals.

### Escrivint la història de la nació
Un altre element important en la construcció de la nació, la història del passat heroic, va recaure en historiadors nacionalistes alemanys com el constitucionalista liberal Friedrich Dahlmann (1785–1860), el seu estudiant conservador Heinrich von Treitschke (1834–1896) i altres menys conservadors, com Theodor Mommsen (1817–1903) i Heinrich von Sybel (1817–1895), per anomenar-ne dos. El mateix Dahlmann va morir abans de la unificació, però va establir les bases perquè les històries nacionalistes sorgeixin a través de les seves històries de les revolucions anglesa i francesa, tot presentant aquestes revolucions com a fonamentals per a la construcció d'una nació, i el mateix Dahlmann considerava Prússia com l'agent lògic de la unificació.
La Història d'Alemanya al segle XIX de Heinrich von Treitschke, publicada el 1879, té potser un títol enganyós: privilegia la història de Prússia per sobre de la història d'altres estats alemanys i explica la història dels pobles de parla alemanya sota la disfressa del destí de Prússia d'unir tots els estats alemanys sota el seu lideratge. La creació d'aquest mite borussià ( Borussia és el nom llatí de Prússia) va establir Prússia com la salvadora d'Alemanya; era el destí de tots els alemanys estar units, sosté aquest mite, i era el destí de Prússia aconseguir-ho. Segons aquesta història, Prússia va tenir el paper dominant en la unió dels estats alemanys com a estat nació; només Prússia podia protegir les llibertats alemanyes de ser aixafades per la influència francesa o russa. La història continua basant-se en el paper de Prússia en salvar els alemanys del ressorgiment del poder de Napoleó el 1815, a Waterloo, creant una semblança d'unitat econòmica i unint els alemanys sota una orgullosa bandera després de 1871.
Les contribucions de Mommsen a la Monumenta Germaniae Historica van establir les bases per a més estudis sobre la nació alemanya, ampliant la noció d'"Alemanya" per referir-se a altres zones més enllà de Prússia. Professor, historiador i teòleg liberal, i en general un tità entre els estudiosos de finals del segle XIX, Mommsen va exercir com a delegat a la Cambra de Representants prussiana de 1863 a 1866 i de 1873 a 1879; també va exercir com a delegat al Reichstag de 1881 a 1884, pel Partit del Progrés Alemany liberal (Deutsche Fortschrittspartei) i més tard pel Partit Nacional Liberal. Es va oposar als programes antisemites de la Kulturkampf de Bismarck i al text vitriòlic que Treitschke sovint emprava en la publicació dels seus Studien über die Judenfrage (Estudis de la qüestió jueva), que fomentaven l'assimilació i la germanització dels jueus.